# Стамбул

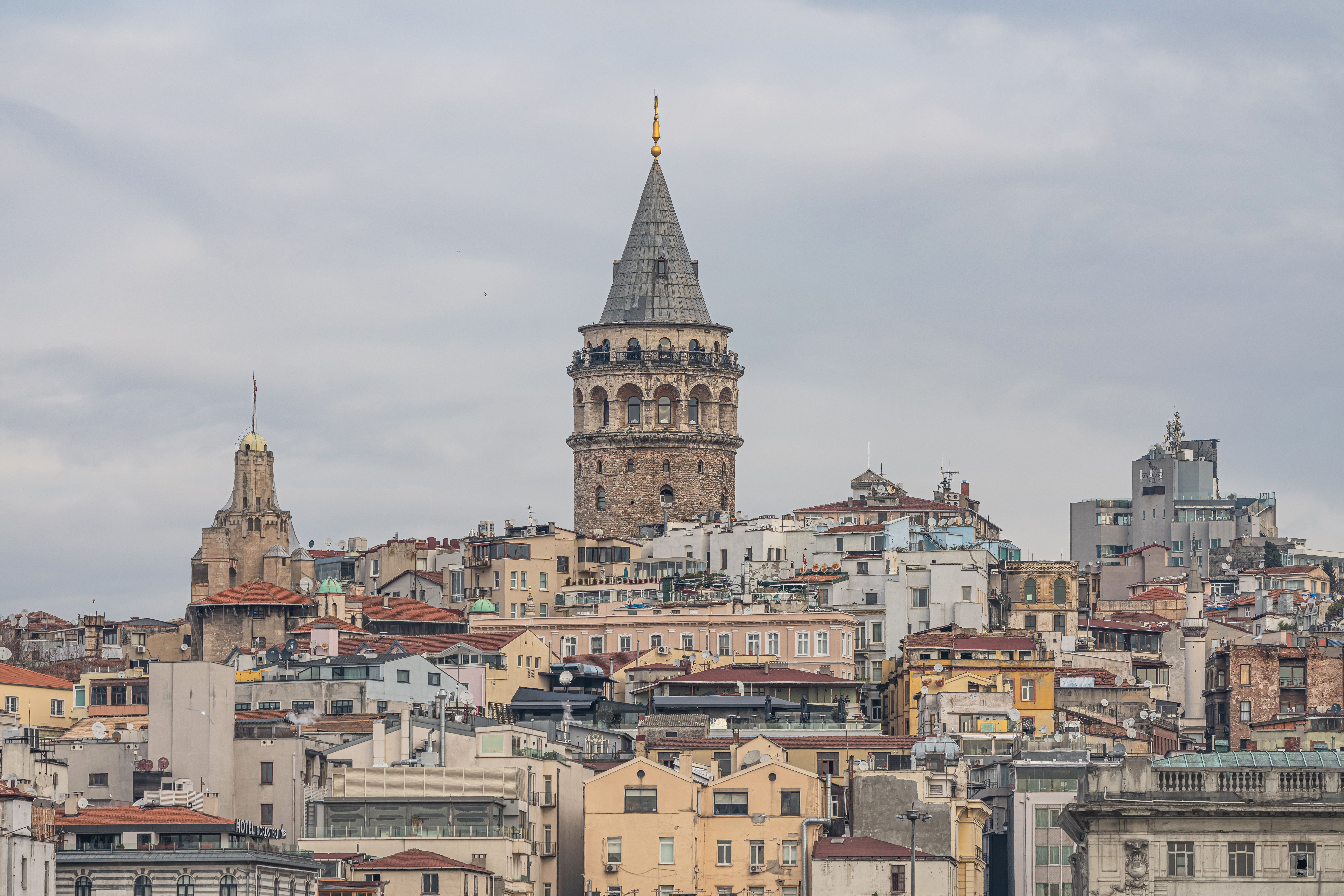
Вид на Галату (передній план) та Сарайбурну у східній частині півострова історичної частини Стамбула. Принцеві острови видніють на горизонті ліворуч

Стамбу́л (тур. İstanbul) — найбільше місто Туреччини та Європи, чотирнадцяте місто світу за кількістю населення (станом на 2023 рік — 15,7 млн осіб). Важливий морський порт, великий промисловий та культурний центр Туреччини. Розташований на узбережжі Босфору, має велике міжнародне, історичне та культурне значення.

## Назви
Стамбул (тур. İstanbul) — сучасна назва міста. Згадується ще в 10-му столітті як назва міста ще до завоювання 1453. Етимологічно воно походить від грецького вислову "εἰς τὴν Πόλιν" (в егейському говорі має вигляд "εἰς τὰν Πόλιν", тоді як у сучасній грецькій мові пишеться "στην Πόλι"), що має значення у місто, містом або нижнє місто. Її вживали поруч з назвою Константинополь (осман. قسطنطينيه, тур. Kostantiniyye). З 1453 року ця назва стала першою, а з 1930 року — єдиною.
Константинополь або Константініє (дав.-гр. Κωνσταντινούπολις, грец. Κωνσταντινούπολη, лат. Constantinopolis, осман. قسطنطينيه, тур. Kostantiniyye) — історична назва міста у Візантійську та Османську добу, була однією з офіційних назв міста до 1930 року.
Лінгос (дав.-гр. Λυγγος) — найперша відома назва міста. У 667 році до н. е. із заснуванням на його місці мегарської поселення вона отримала назву Візантій (дав.-гр. Βυζάντιον), на честь їхнього ватажка Бізаса.
Новий Рим (дав.-гр. Νέα Ῥώμη, лат. Nova Roma) — назва дана 330 року, коли Костянтин Великий заснував нову столицю. Донині залишається в титулатурі Константинопольського патріарха.

## Історія
|  | Якщо Земля була б єдиною державою, Стамбул був би її столицею. — Наполеон |

Першим поселенням на місці Стамбула вважають неолітичне селище, яке було розташоване в районі сучасної станції стамбульського метро Єнікапи. Воно датоване 6500 до н. е. Перший за часом пам'ятник культури на Анатолійському березі Босфора — курган Фіартепе датується 5500-3500 до н. е.
Фракійські племена, що заселили береги Босфору наприкінці II тисячоліття до н. е., збудували поселення Семистра і Ліґос (останнє на Палацовому мисі, біля сучасного палацу Топкапи (1100 — 1000 рр. до н. е.). У 685 році до н. е. на мисі Мода (сучасний Кадикьой) греки з Мегари заснували поселення Калхедон.
У 667 року до н. е. на місці фракійського Ліґоса мегарцями на чолі з Бізасом було засноване нове місто. На честь ватажка колоністів воно отримало ім'я Візантій. У 512 — 478 році до н. е. Візантій перебував під владою Персії. Після звільнення увійшов до складу Афінської архе. У 411 — 409 і 405- 389 рр. до н. е. — тимчасово перебував під контролем Спарти, у 364 році до н. е. — Фів. У 357 році до н. е. остаточно виходить із підпорядкування Афін.
У 340 році до н. е. Візантій взяв в облогу Філіпп II Македонський, але місто вистояло. У 227 році до н. е. місто атакували кельти (галати), які згодом оселилися на північному березі Золотого Рогу. У 74 р. до н. е. Візантій увійшов до складу Римської республіки. 193 року місто після трирічної облоги було захоплене Септимієм Севером. Він наказав зруйнувати міські мури та позбавити Візантій усіх пільг і привілеїв.
У 324–330 роках Костянтин Великий збудував на місці Візантія нову столицю Римської імперії, яку згодом на честь імператора почали іменувати Константинополь. За часи Костянтина у місті було зведено 30 палаців і храмів, 4 тисячі великих житлових будинків, по півтори сотні лазень і пекарень, 8 водогонів, 2 театри, цирк і новий іподром. 395 року Римська імперія остаточно розпалася навпіл. Константинополь став столицею Східної або ж Ромейської (Візантійської) імперії. За часів Феодосія II навколо міста збудували нові мури.
Найвищого розквіту Візантія досягла за часів імператора Юстиніана І (527–565). Він розгорнув у столиці нечуване за масштабами будівництво. У 532–537 був зведений собор Святої Софії — на ті часи найбільший у світі християнський храм. У 625–626 Константинополь тримали в облозі перси і авари. У 670, 674–678, 717–718 рр. місто штурмували араби, 705 року біля мурів столиці з'явилися болгари, 860, 874, 944, 1043 на місто нападали руси. Після поразки під Манцикертом в 1071 році східний кордон імперії відсунувся майже до передмість Константинополя. Олексій I Комнін змушений був звернутися по допомогу до хрестоносців. Проте поява Єрусалимського королівства і активне просування на Схід західних конкурентів — венеційців, генуезців, пізанців завдали удару по економіці візантійської столиці. Невдоволений цим Андронік I Комнін у 1183 р. скасував привілеї італійських торговців і вигнав їх за межі імперії. Венеційці помстилися під час четвертого хрестового походу західні лицарі спочатку взяли Константинополь в облогу, а 13 квітня 1204 року здобули місто штурмом і розграбували.
Константинополь був перетворений на столицю нової держави, що отримала назву Латинська імперія. Повернути собі місто грекам вдалося лише 15 липня 1261 року, коли мешканці відкрили браму перед володарем Нікейської імперії Михаїлом VIII Палеологом.

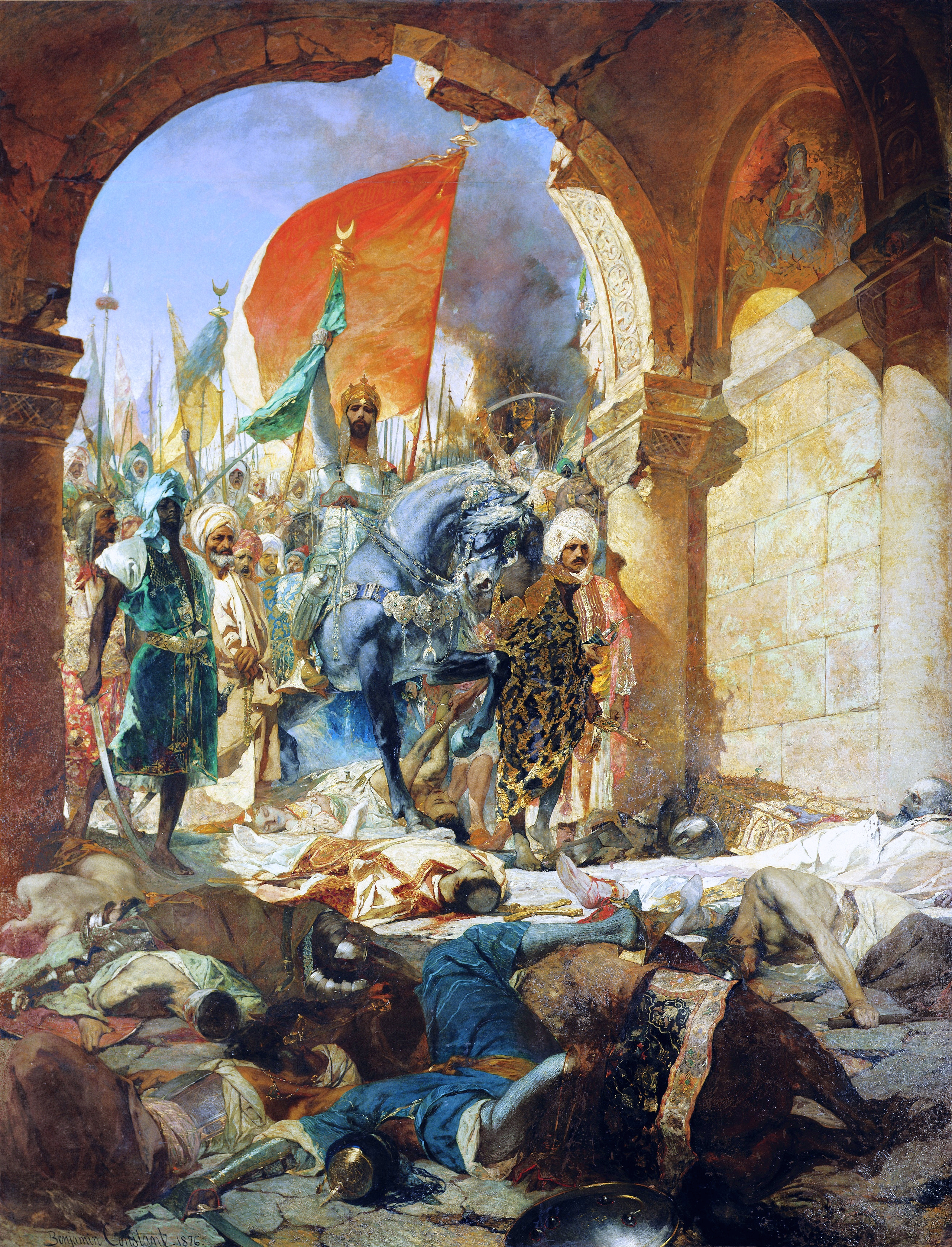
«Вступ Мехмеда II до Константинополя у 1453 році». Бенжамін Констант, 1876

Проте Палеологам не вдалося зупинити занепад Константинополя, його населення скорочувалося, особливо відтоді, коли сусідські султани з династії Османів почали об'єднувати під своєю владою до того розрізнені турецькі князівства Малої Азії та поступово захоплювати візантійські міста і провінції. 29 травня 1453 року місто було взято військами османського султана Мехмеда Завойовника і у 1457-58 стало столицею імперії. Самі турки називали його на свій лад — Стамбул (тур. İstanbul), проте офіційно місто не перейменовували і навіть в офіційних документах фігурувала і назва Константинополь (осман. قسطنطينيه, тур. Kostantiniyye).
Знелюднене місто було швидко заселено. Більшість християнських церков перетворено на мечеті. Збудовано палаци Ескі-Сарай і Топкапи, у центрі міста з'явився Великий базар. За часів правління Сулеймана Пишного в 1520–1566 роках місто переживає нову «золоту добу». Головний архітектор Сулеймана Сінан будує, зокрема, мечеть Шехзаде (закінчена у 1548) і мечеть Сулейманіє. За часів Ахмеда I навпроти Святої Софії зводять Блакитну мечеть (1609–1616).
Осман II у 1622 р. вирішив перенести столицю на схід — до Дамаска або ж Алеппо, але був вбитий яничарами. За часів султана Селіма III (1789–1807) розпочато реформи («нізам-и джедід»), які продовжили Махмуд II і Абдул-Меджид I («танзимат»). 1845 року в Стамбулі збудовано перший постійний Галатський міст, у 1850 році по Босфору пішли пароплави. Після перемоги у Кримській війні резиденцію султана перенесли до палацу Долмабахче, збудованого за європейським зразком. 1868 відкрили Галатасарайський ліцей. 1870 — університет. 1871 року в Стамбулі з'явилася перша трамвайна лінія, в 1875 році — підземний фунікулер Тюнель, у 1889 — залізничний вокзал.
У 1908 р. спалахнула Молодотурецька революція. У 1914 р. «молоді турки» втягнули імперію у Першу світову війну на боці Німеччини. Після підписання Мудроського перемир'я Стамбул окупували англійські й французькі війська. Влада султана обмежувалася стінами його палацу.
У країні спалахнула нова революція, яку очолив Мустафа Кемаль. Столицею новоствореної Турецької Республіки стала Анкара, Стамбул втратив свій столичний статус. 28 березня 1930 року ухвалено закон про пошту, який заборонив в офіційних документах і поштових відправленнях використовувати назву Константинополь. Єдиною офіційною назвою міста залишилося найменування Стамбул.
Починаючи з кінця 1940-х і на початку 1950-х років Стамбул зазнав великих змін: будувалися нові площі (наприклад, площа Таксим), бульвари і проспекти, інколи на місці знесених історичних будівель. Починаючи з 1970-х років населення Стамбула почало швидко зростати, оскільки люди з Анатолії мігрували, щоб влаштуватися на численних нових заводах, які будувалися на околиці міста. Це раптове різке збільшення міського населення збільшило попит на житлове будівництво, і багато раніше віддалених сіл і лісів стали частиною Великого Стамбула. Незаконне будівництво призвело до того, що 65 % будівель в Стамбулі будуються без належного планування.

## Географія

### Розташування

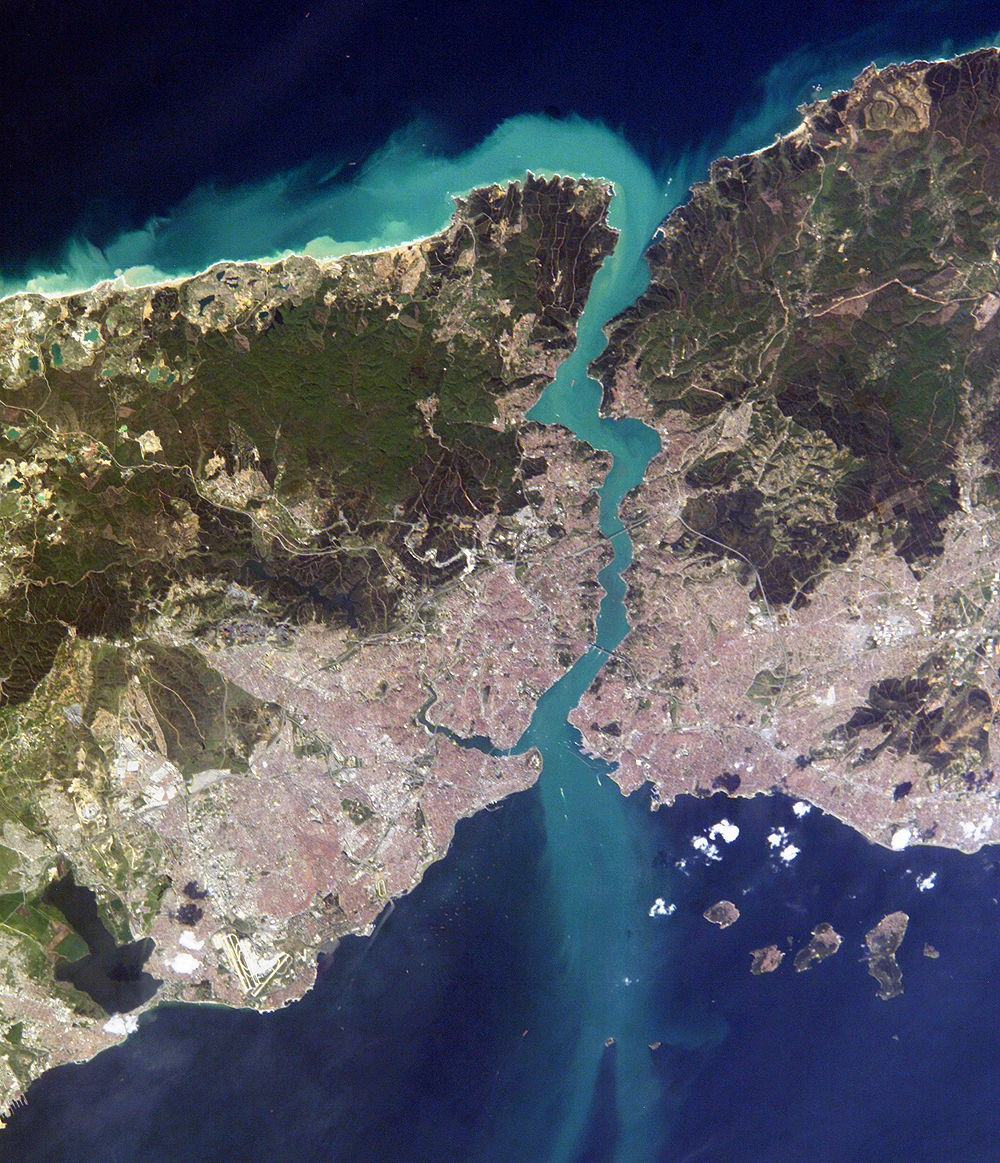
Розташування міста

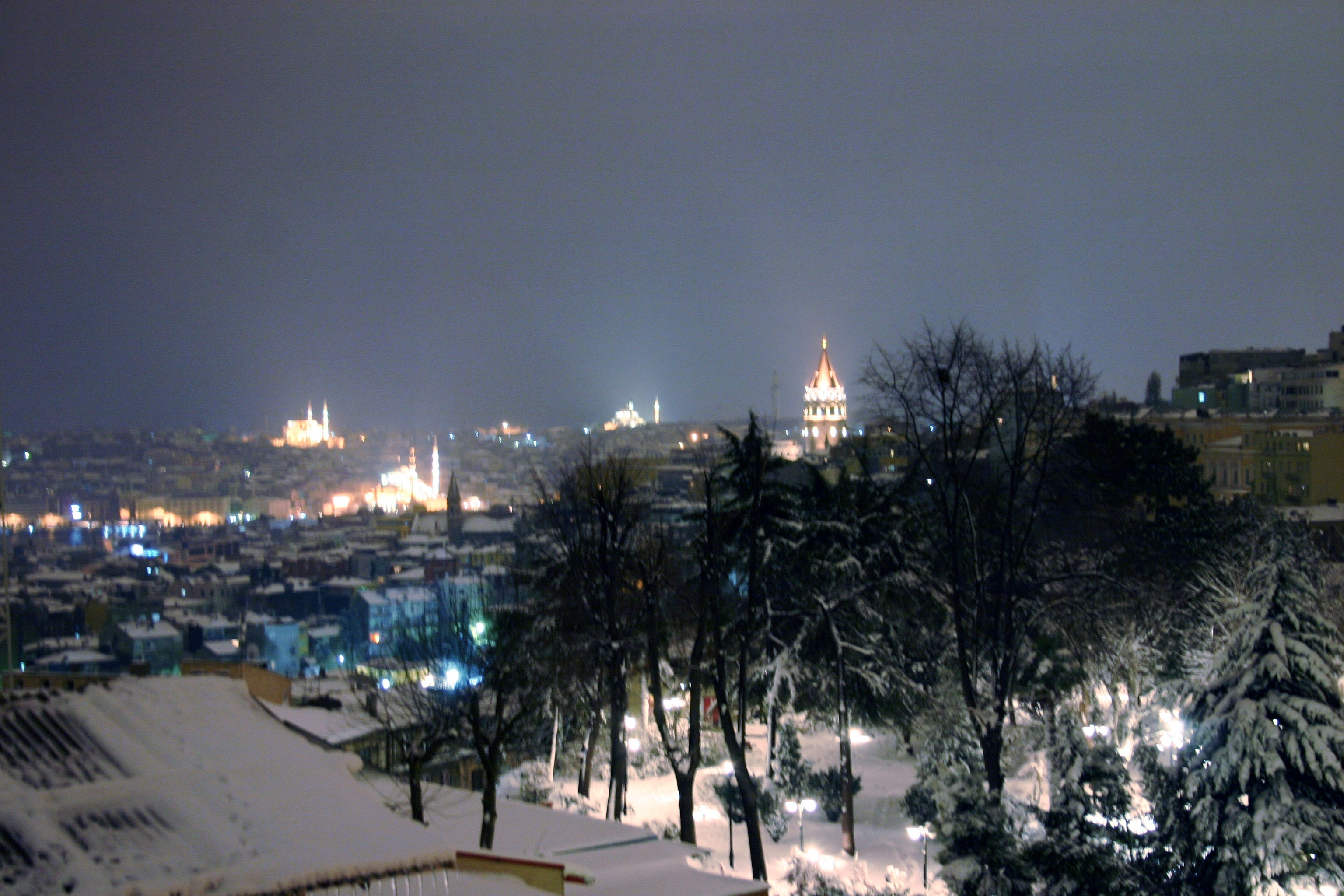
Зима в Стамбулі

Стамбул розташований у горбистій місцевості на північному заході Туреччини на обох берегах протоки Босфор, з півдня омивається Мармуровим морем. Більша частина міста розташована в Європі, менша в Азії. Європейська частина міста розділена бухтою Золотий Ріг. Площа міста — 1 538,77 км². Неподалік від Стамбула у Мармуровому морі розташовані Принцеві острови.

### Кліматичні умови
Стамбул розташований у зоні помірного клімату. Зима холодна й волога. Температури навесні й восени помірні. Влітку погода дуже тепла й вогка. (Середня температура в січні — від +3 до 9 °C, у серпні — від 18 до 28 °C). Опадів — 870 мм на рік. Зими дощові, з листопада по квітень випадає сніг, але він тримається трохи більше 4-5 днів. Град випадає частіше, ніж сніг, і переважно протягом осінніх та весняних місяців. Грози зазвичай трапляються навесні та влітку.
Найнижча температура (−16.1 °C) була зафіксована 15 лютого 1927 року. Найвища температура (40.5 °C) була зафіксована 12 серпня 2000 року.
Найбільше опадів за день випало 9 вересня 2009 року — (342 мм).
Таблиця середньомісячного розподілу температур:
| Клімат Стамбула, Туреччина                                                                                              | Клімат Стамбула, Туреччина | Клімат Стамбула, Туреччина | Клімат Стамбула, Туреччина | Клімат Стамбула, Туреччина | Клімат Стамбула, Туреччина | Клімат Стамбула, Туреччина | Клімат Стамбула, Туреччина | Клімат Стамбула, Туреччина | Клімат Стамбула, Туреччина | Клімат Стамбула, Туреччина | Клімат Стамбула, Туреччина | Клімат Стамбула, Туреччина | Клімат Стамбула, Туреччина |
| Показник | Січ.                       | Лют.                       | Бер.                       | Квіт.                      | Трав.                      | Черв.                      | Лип.                       | Серп.                      | Вер.                       | Жовт.                      | Лист.                      | Груд.                      | Рік                        |
| Абсолютний максимум, °C                                                                                                 | 18,3                       | 24,0                       | 26,2                       | 32,9                       | 33,0                       | 40,2                       | 40,5                       | 38,8                       | 33,6                       | 34,2                       | 27,2                       | 21,2                       | 40,5                       |
| Середній максимум, °C                                                                                                   | 8,7                        | 9,1                        | 11,2                       | 16,5                       | 21,4                       | 26,0                       | 28,4                       | 28,5                       | 25,0                       | 20,1                       | 15,2                       | 9,7                        | 18,3                       |
| Середня температура, °C                                                                                                 | 5,8                        | 5,9                        | 7,6                        | 12,1                       | 16,7                       | 21,0                       | 23,4                       | 23,6                       | 20,2                       | 16,0                       | 11,9                       | 8,2                        | 14,3                       |
| Середній мінімум, °C | 2,9                        | 2,8                        | 3,9                        | 7,7                        | 12,0                       | 16,0                       | 18,5                       | 18,7                       | 15,2                       | 12,0                       | 8,5                        | 5,3                        | 10,3                       |
| Абсолютний мінімум, °C                                                                                                  | −10,4                      | −16,1                      | −7                         | −0,6                       | 3,6                        | 8,0                        | 10,5                       | 8,2                        | 5,2                        | 1,0                        | −4                         | −9,4                       | −16,1                      |
| Норма опадів, мм | 102.4                      | 80.2                       | 69.9                       | 45.8                       | 36.1                       | 34.0                       | 38.8                       | 47.8                       | 61.4                       | 100.9                      | 110.7                      | 123.9                      | 843.9                      |
| --- | -------------------------- | -------------------------- | -------------------------- | -------------------------- | -------------------------- | -------------------------- | -------------------------- | -------------------------- | -------------------------- | -------------------------- | -------------------------- | -------------------------- | -------------------------- |
| Джерело: Всесвітня метеорологічна організація (ООН Devlet Meteoroloji İşleri Genel Müdürlüğü (DMI) і BBC Weather Centre |                            |                            |                            |                            |                            |                            |                            |                            |                            |                            |                            |                            |                            |

| Місяць   | Найбільша температура | Найбільша температура | Найменша температура | Найменша температура | Дощові дні | Сонячні дні |
|          | Середня               | Абсолютна             | Середня              | Абсолютна            |            |             |
| -------- | --------------------- | --------------------- | -------------------- | -------------------- | ---------- | ----------- |
| Січень   | 9                     | 19                    | 3                    | {\displaystyle -}13  | 18         | 2.6         |
| Лютий    | 9                     | 24                    | 2                    | {\displaystyle -}16  | 15         | 3.3         |
| Березень | 11                    | 27                    | 3                    | {\displaystyle -}11  | 14         | 4.4         |
| Квітень  | 16                    | 33                    | 7                    | {\displaystyle -}2   | 9          | 6.6         |
| Травень  | 21                    | 34                    | 12                   | 2                    | 8          | 8.9         |
| Червень  | 26                    | 37                    | 16                   | 6                    | 5          | 10.8        |
| Липень   | 29                    | 39                    | 18                   | 11                   | 4          | 11.7        |
| Серпень  | 29                    | 41                    | 20                   | 10                   | 3          | 11.3        |
| Вересень | 25                    | 38                    | 15                   | 6                    | 6          | 8.5         |
| Жовтень  | 21                    | 33                    | 12                   | 3                    | 10         | 6.2         |
| Листопад | 15                    | 27                    | 9                    | {\displaystyle -}7   | 13         | 4.6         |
| Грудень  | 11                    | 22                    | 5                    | {\displaystyle -}12  | 17         | 2.3         |

## Міське управління
Управління містом здійснює муніципалітет, що обирається на 4 роки. Він займається питаннями місцевого бюджету, податків і зборів, благоустрою й т.д. Стамбул розділено на 33 адміністративних райони, назви яким часто дають від імені мечетей, які тут розташовані, або ж від назв прилеглих до них воріт міської стіни. Своєю чергою райони поділяються на квартали.

### Райони та квартали
Стамбул складається з 39 ільче (тур. Ilçe, ilçeleri) або муніципальних районів, що утворюють міську агломерацію Великий Стамбул, населення якої становить 14 025 646 осіб (2014 рік). Стамбульська столична муніципальна мерія İBB (тур. İstanbul Büyükşehir Belediyesi) координує і контролює діяльність всіх районних муніципалітетів. До її обов'язків входять питання загального бюджету, податків і зборів, соціального забезпечення, інфраструктурних проєктів, будівництва, транспорту, благоустрою та інше.

## Транспорт

### Аеропорти

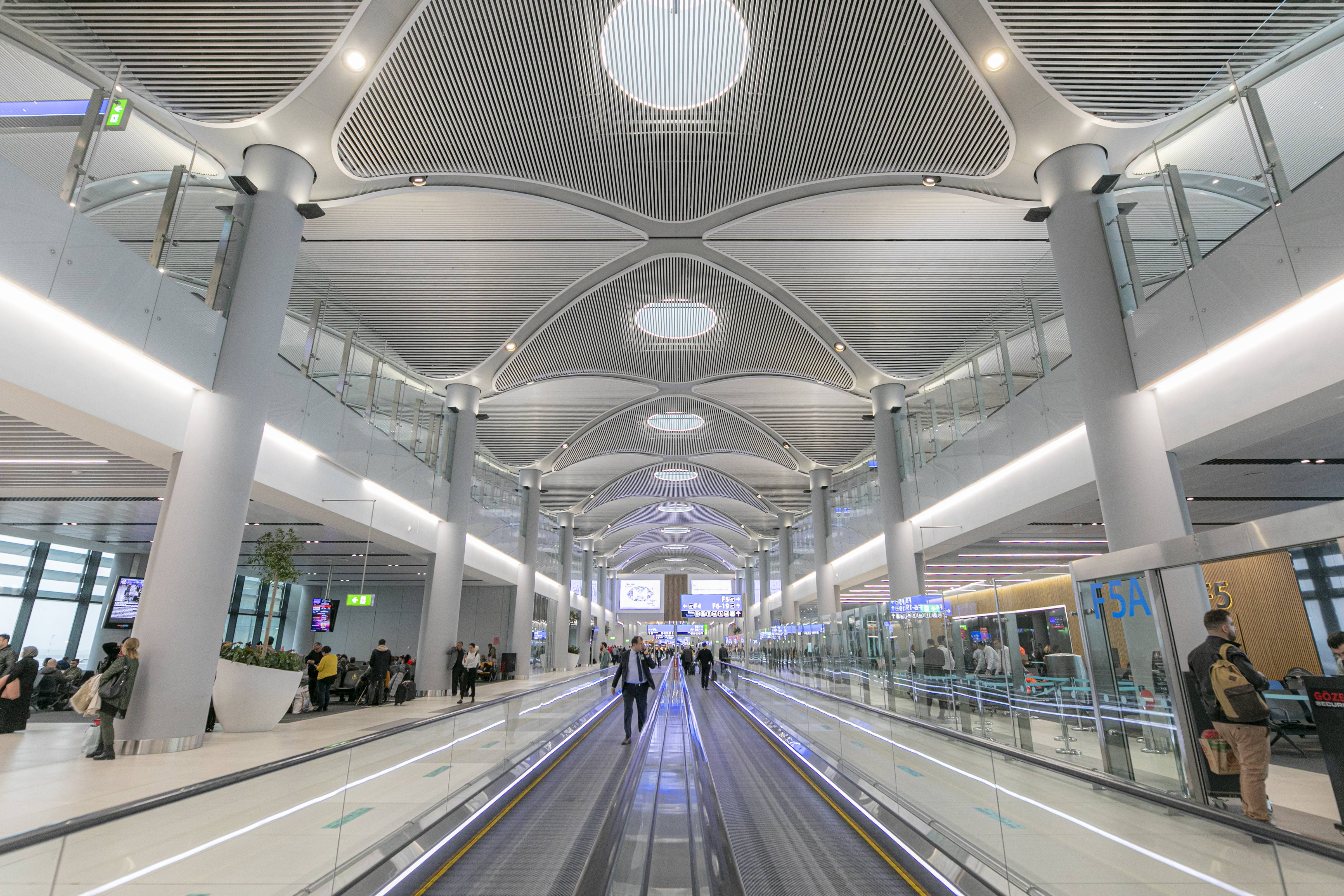
Аеропорт Стамбул

Стамбул на цей час має 3 міжнародних аеропорти: найбільший із них відкрито 29 жовтня 2018 року Аеропорт Стамбул, який знаходиться в районі Арнавуткьой на фракійській стороні Стамбула за 35 кілометрів від центру міста. Новий аеропорт має замінити аеропорт Ататюрка.
Міжнародний аеропорт Ататюрк розташовано у районі Йешилкьой (Сан-Стефано) на Європейському боці, за 24 км на захід від центру міста. Коли його було побудовано, то він був на західному краю столичної області, але зараз лежить у межах міста. Після перенесення всіх рейсів до нового аеропорту, з часом він буде закритий та демонтований.
Менший — Міжнародний аеропорт Сабіха Гекчен розташовано в районі Курткьой на азійському боці міста біля Істанбул Парк, приблизно за 20 км на схід від азійських кварталів і 45 км на схід від центру на Європейському боці.

### Автомагістралі
E80 і Транс'європейська автомагістраль (Trans European Motorway) (TEM) з'єднують Європу і Туреччину. Мережа автомагістралей навколо Стамбула швидко розвивається і постійно розширюється. Автостради також ведуть на схід до Анкари і на захід до Едірне. Є дві швидкісні окружні траси. Старіше O1, здебільшого використовують для внутрішнього міського руху; новіше, шосе TEM, — переважно для міжміського або міжконтинентального руху. Перший Босфорський міст на О1 та Міст Султана Мехмета на ТЕМ зв'язують між собою обидва боки Стамбула.

### Морський транспорт
Морський транспорт має життєву важливість для Стамбула, оскільки місто практично з усіх боків оточує море: Мармурове море, Золотий Ріг, Босфор, Чорне море. Багато мешканців Стамбула живуть на азійському боці міста, але працюють на європейському. Відомі приміські пороми формують основу щоденного переміщення між двома частинами міста — і транспортують у день більше, ніж обидва висячі мости через Босфор. Приміські пороми і катамарани великої швидкості Морський автобус (Seabus, Deniz Otobüsü) є провідним сполученням між містом і Принцевими островами.

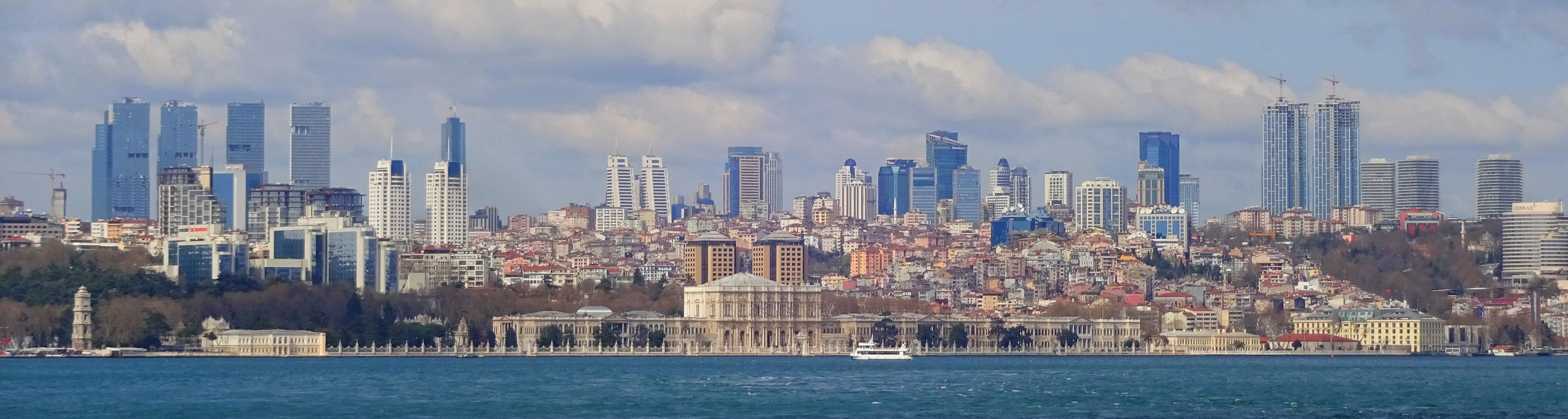
Круїзний корабель (ліворуч) й Морський автобус (праворуч)

İDO (İstanbul Deniz Otobüsleri — Стамбульський морський автобус) було засновано в 1987 році, діє між європейською стороною — Поромний порт Єнікапі, азійською стороною — Поромний порт Пендік і деякими іншими пристанями в Мармуровому морі. Автомобільні пороми з Єнікапи з'єднують з Бандірмою, Ізміром й іншими містами на Егейському узбережжі Туреччини. З Пендіку автомобільні пороми прямують до Єнікапи, Ялови, Бурси і Анталії.

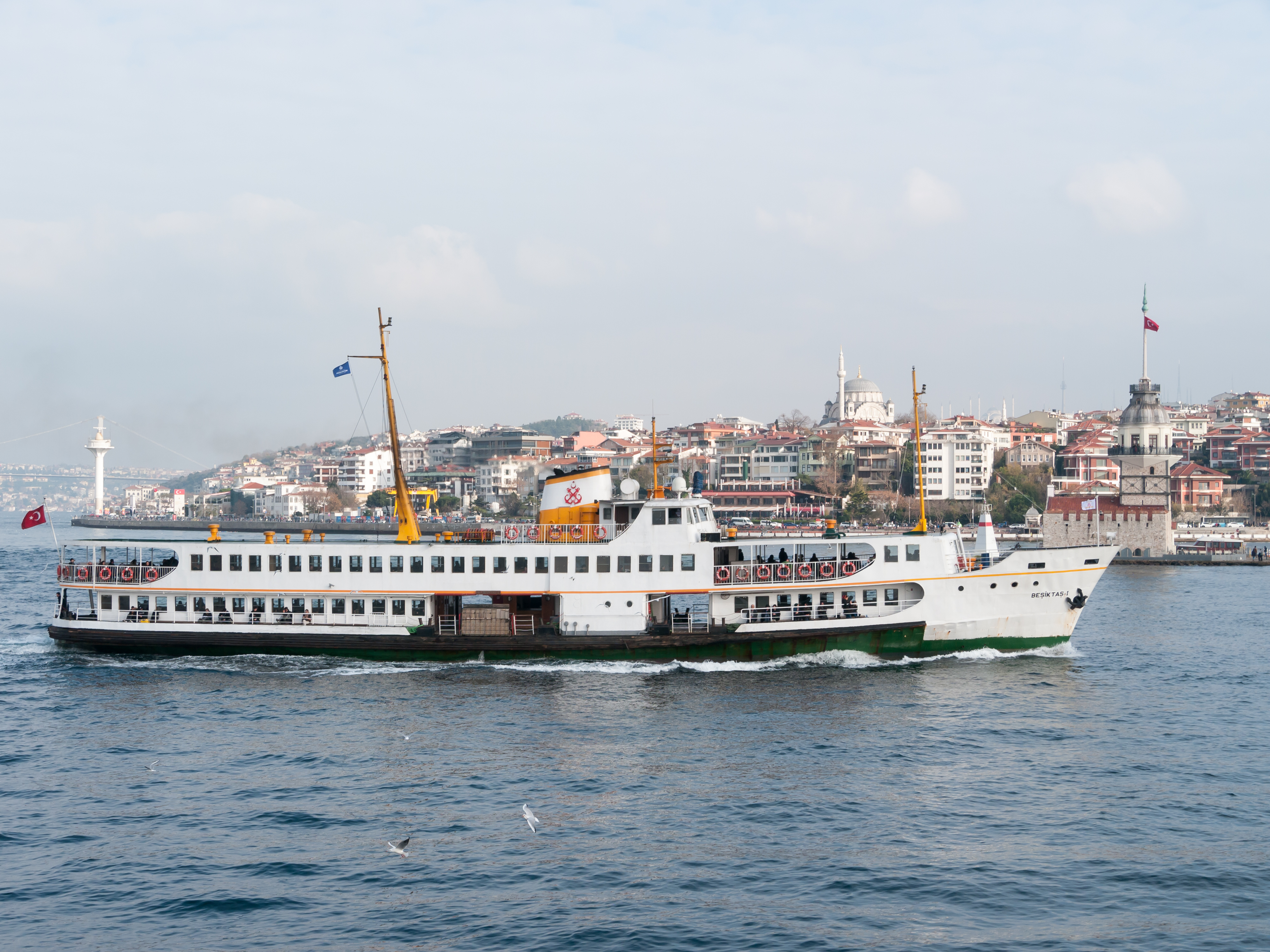
Пасажирський пором

Стамбульський порт — один із найголовніших у країні. Старий порт на Золотому Розі використовують для особистої навігації. Порт Каракьой у Галаті використовують для круїзних кораблів. Регулярні круїзні рейси з Каракьой та Еміньоню здійснюються в деякі порти на Мармуровому та Чорному морі. Щотижневе поромне сполучення з Одесою. Головний Стамбульський вантажний порт розташований у районі Гарем на азійському боці міста.
Стамбул також має декілька пристаней для особистої навігації, головні — Атакьой Марина на європейському боці та Каламіч Марина на азійському.

### Залізниця

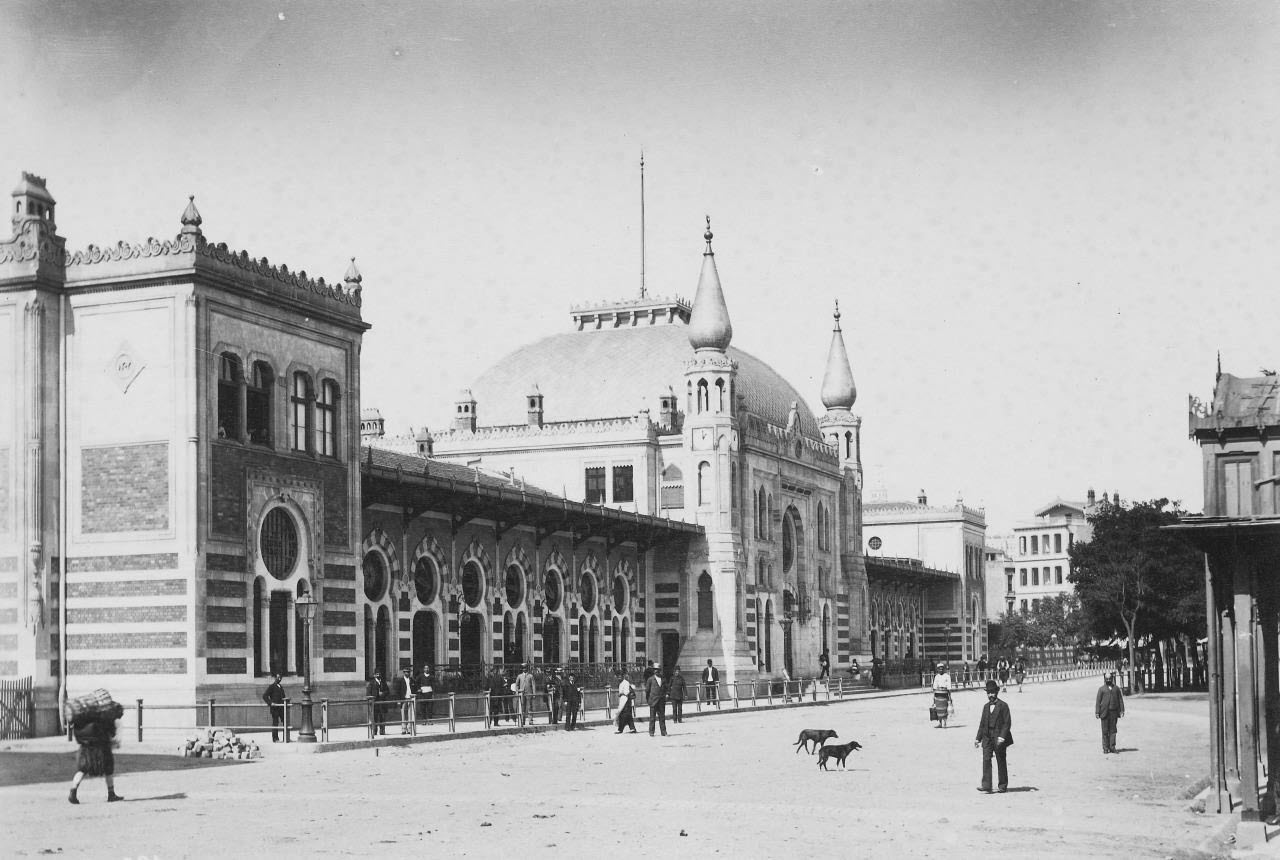
Вокзал Сіркеджі був відкритий у 1890 як станція для Східного Експресу

У 1883 бельгійський підприємець Жорж Нагельмакерс розпочав експлуатацію залізниці Париж — Константинополь, використовуючи пасажирський пором від Варни до Константинополя. У 1889 було завершено будівництво залізниці від Бухареста до Константинополя, що дозволило здійснювати всю поїздку суходолом. Цей маршрут із назвою Східний Експрес став відомим завдяки творам Аґати Крісті і Ґрема Ґріна.

Нині Вокзал Сіркеджі Турецьких Державних Залізниць (TCDD), який був спочатку відкритий як кінцева зупинка Східного експреса, — є кінцевою зупинкою всіх ліній на європейській стороні міста й головним вузлом Турецької залізниці, що забезпечує зв'язок із рештою Європи. Босфорський Експрес щодня курсує між Сіркеджі й Бухарестом (Румунія). Звідси ж прямують потяги до міст Салоніки (Греція), Белград (Сербія), Софію (Болгарія), Будапешт (Угорщина), Кишинів (Молдова).
Із вокзалу Гайдарпаша кілька разів на день вирушать потяги до Анкари та інших міст Анатолії. Між азійським й європейським берегами курсує залізничний пором, але за планом, у 2012 році, його замінить залізничний тунель Мармарай, який буде інтегровано в систему Стамбульського метро. Вокзал Гайдарпаша було відкрито в 1908 році для Багдадської і Хіджазької залізниці.

### Громадський транспорт

#### Міський рейковий транспорт

Мапа Стамбульського рейкового транспорту

##### Ностальгійний трамвай
Наприкінці 1990-го на вулиці Істікляль між площею Таксим і Тюнелем було відновлено історичний трамвай, довжина лінії 1,6 км.
1 листопада 2003-го інша ностальгійна лінія (T3) трамвая була відновлена на Анатолійському березі Стамбула між Кадикьой і Мода. Ця лінія має 10 зупинок і довжину 2,6 км. Подорож займає 21 хвилину.

##### Сучасний трамвай
Лінія Т1
Швидкий трамвай (T1) розпочав перевезення пасажирів із 1992, маючи європейську ширину колії, з'єднавши Сіркеджі з Топкапи. Лінія була продовжена від Топкапи до Зейтінбурну у березні 1994, і від Сіркеджі до Еміньоню у квітні 1996. 30 січня 2005 лінію було подовжено від Еміньоню до Финдіклі, вперше за 44 роки перетнувши Золотий Ріг по Галатському мосту. Завершальний етап лінії до Кабаташ було відкрито в червні 2006.

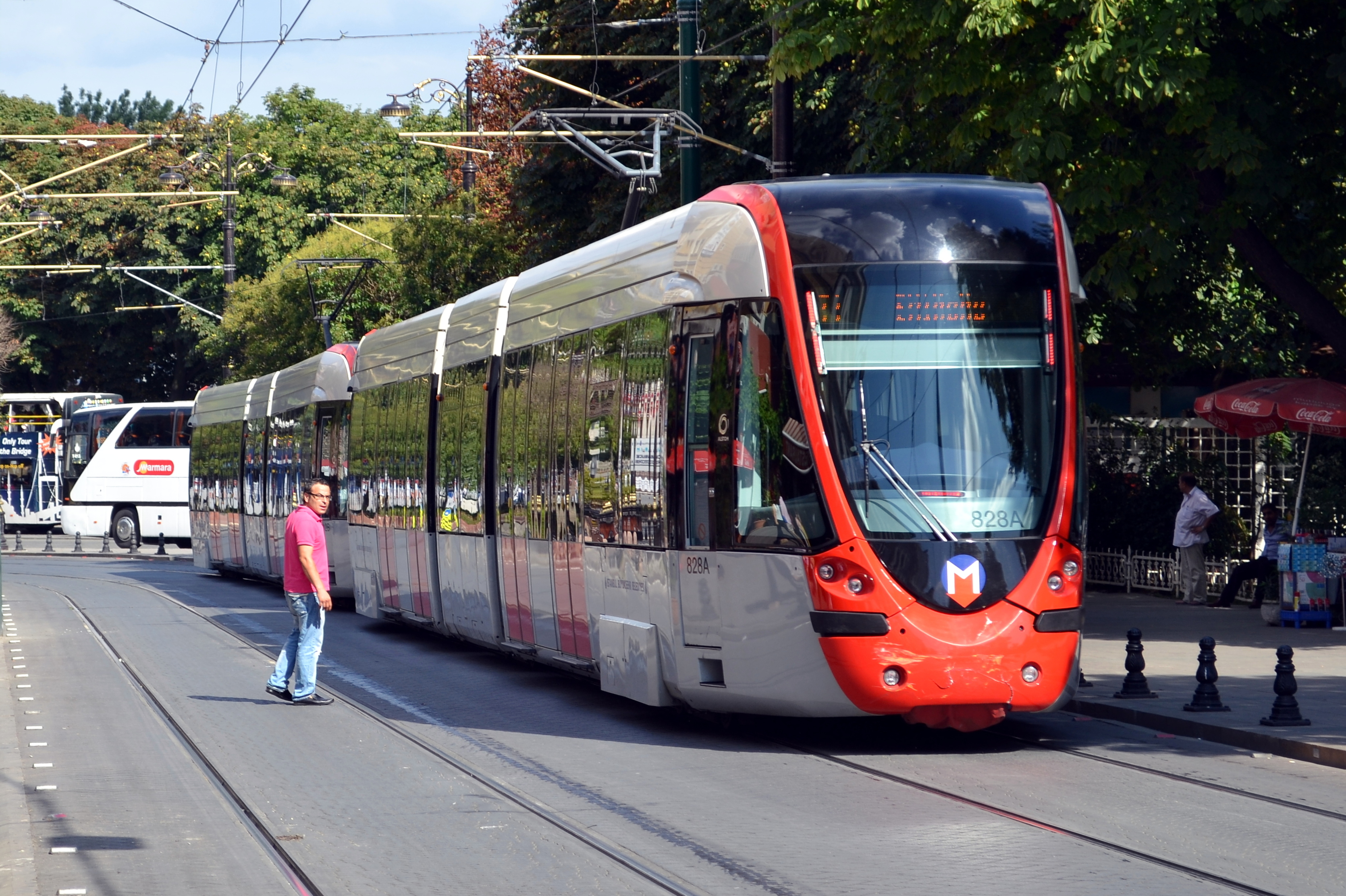
Трамвай Flexity Swift прямує старим кварталом Стамбула

Лінія має 24 станції, довжина становить 14 км. Спочатку обслуговувалась 22 потягами легкого метро виробництва ABB, які зараз переведені на інші лінії; тоді на станціях були тимчасові високі платформи. Ці потяги в 2003 році було замінено на 55 вагонів Flexity Swift виробництва Bombardier Transportation. Тривалість повної поїздки становить 42 хвилини. Щоденна спроможність перевезення 155 000 осіб. Вартість проєкту US$110 млн.
Лінія Т2
В вересні 2006 року була відкрита лінія трамвая Т2, яка прямує на захід від Зейтінбурну до Бахджилар. Лінія обслуговується 14 вагонами легкого метро виробництва ABB. Станції мають високі платформи на рівні підлоги рухомого складу.

#### Фунікулер

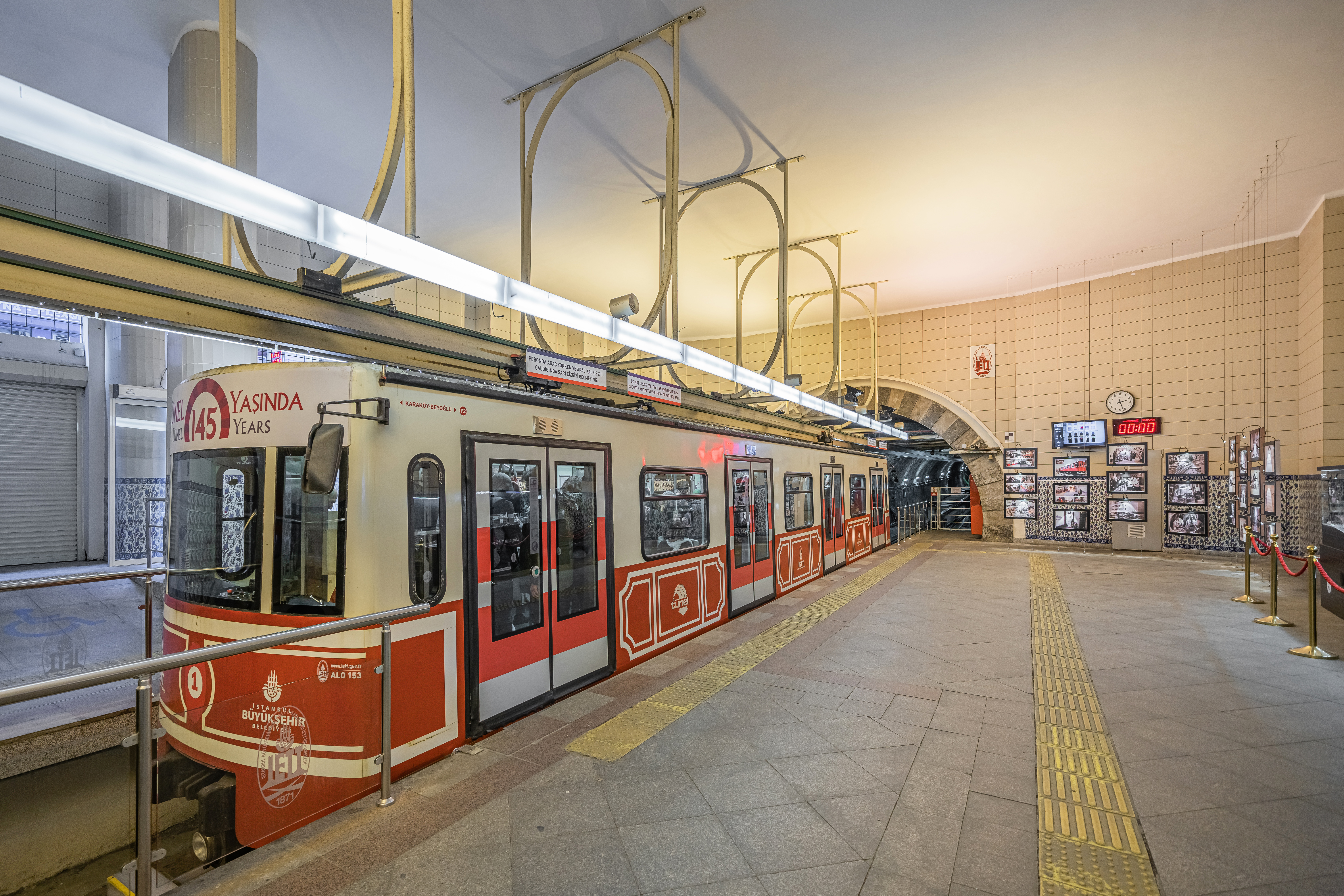
Фунікулер Тюнель

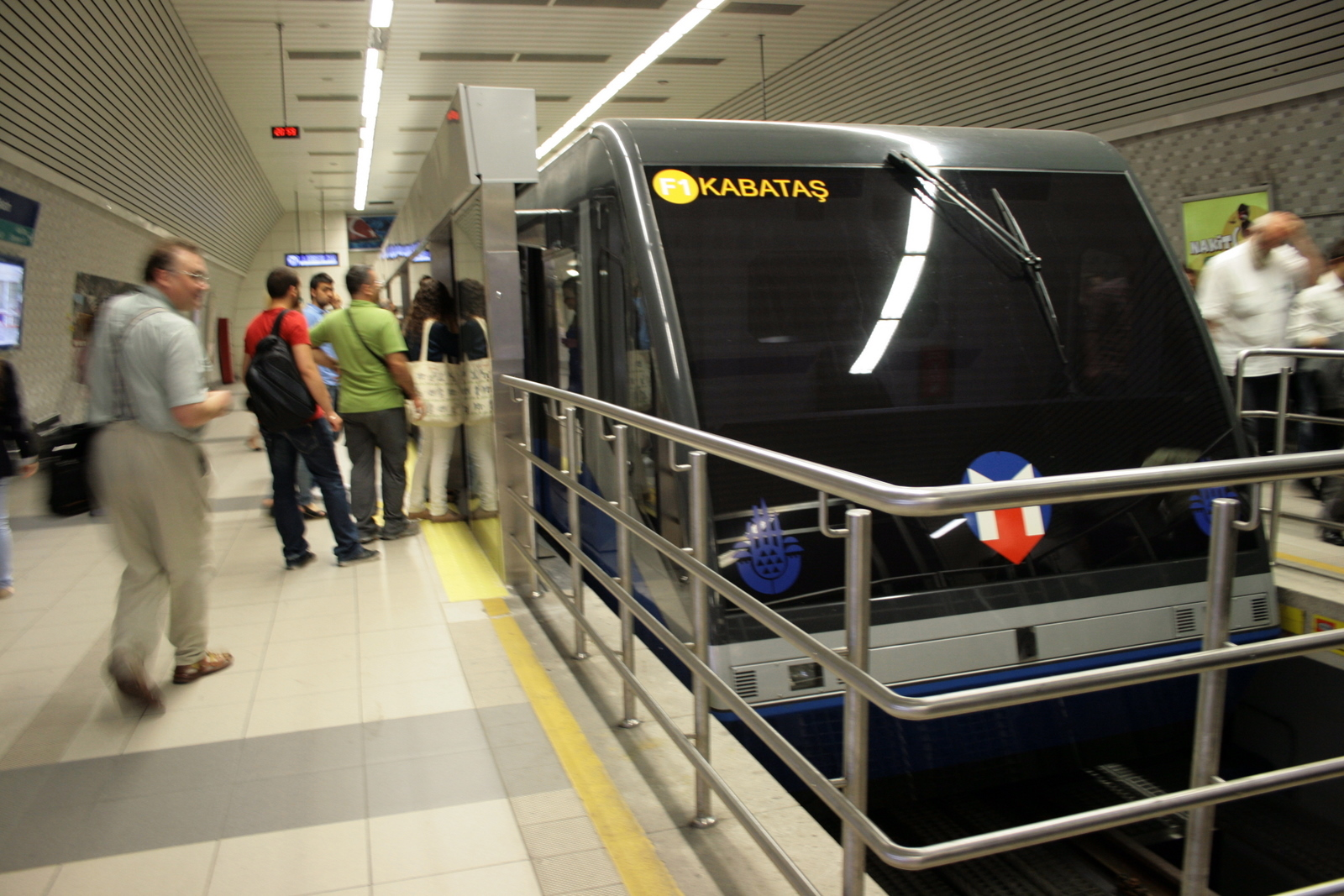
Фунікулер Кабаташ-Таксим

У Стамбулі є два підземні фунікулери, які відрізняються віком та дизайном.
Найстарший із них — Тюнель є першим у континентальній Європі метрополітеном, другий у світі після лондонського (можливо третій, якщо рахувати Бруклінський Тунель Атлантичного авеню). Довжина 573 м, висотний перепад 60 м, без проміжних станцій між Каракьой і площею Тюнель. Працює безперервно з 1875. Два потяги рушають кожні 3.5 хвилини, тривалість поїздки 1.5 хвилини. Щодня перевозяться 15 000 осіб.
Друга лінія фунікулера Кабаташ-Таксим відкрита в червні 2006. З'єднує станцію морських автобусів і зупинку трамвая Кабаташ зі станцією метро на площі Таксим. Має довжину 600 м висотний перепад 60 м, тривалість поїздки 110 секунд.

#### Метро

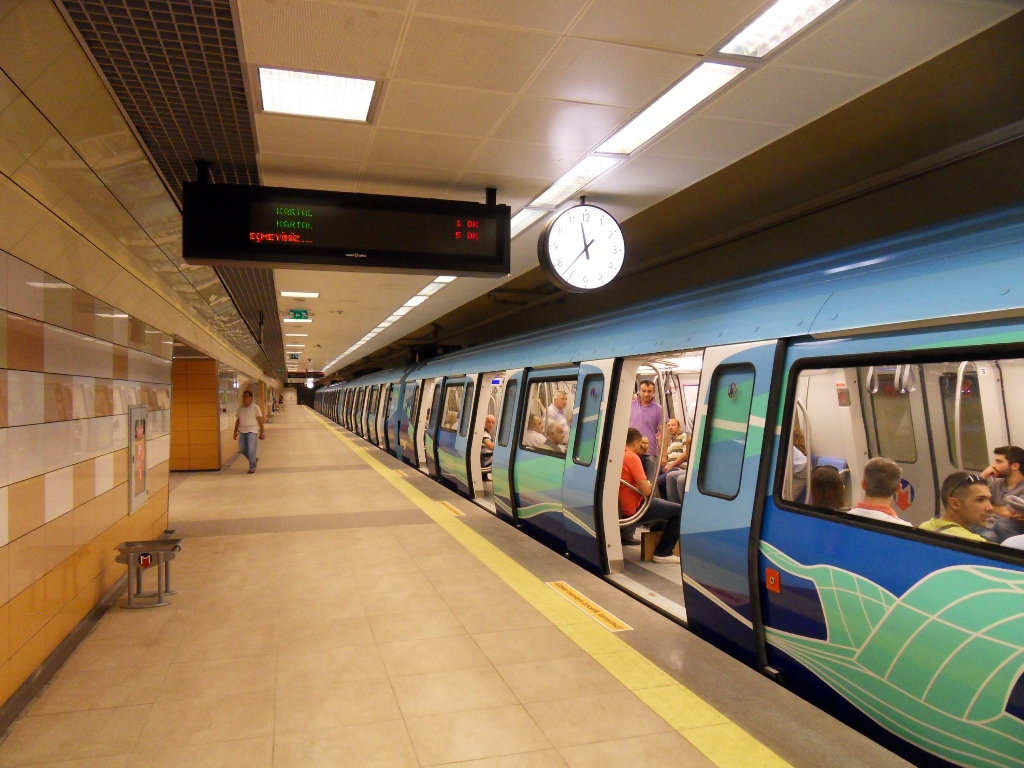
Стамбульський метрополітен

#### Легке метро
Стамбульський легкий метрополітен — складається з двох ліній. Перша лінія (М1) розпочала роботу 3 вересня 1989 року між Аксараєм та Карталтепе. Пізніше лінію добудували до аеропорту Ататюрка. Рух на цій ділянці розпочався 20 грудня 2002. Друга лінія (T4) була відкрита в 2007 між Едірнекапі й Мескид-і Салам. Лінії мають 36 станцій, із яких 12 підземних і 3 естакадні, довжина 32 км. Лінії повністю відокремлені від іншого руху і не перетинаються на одному рівні з іншими видами транспорту. Довжина підземної частини 10.2 км обслуговується потягами, збудованими ABB в 1989.

## Освіта і наука

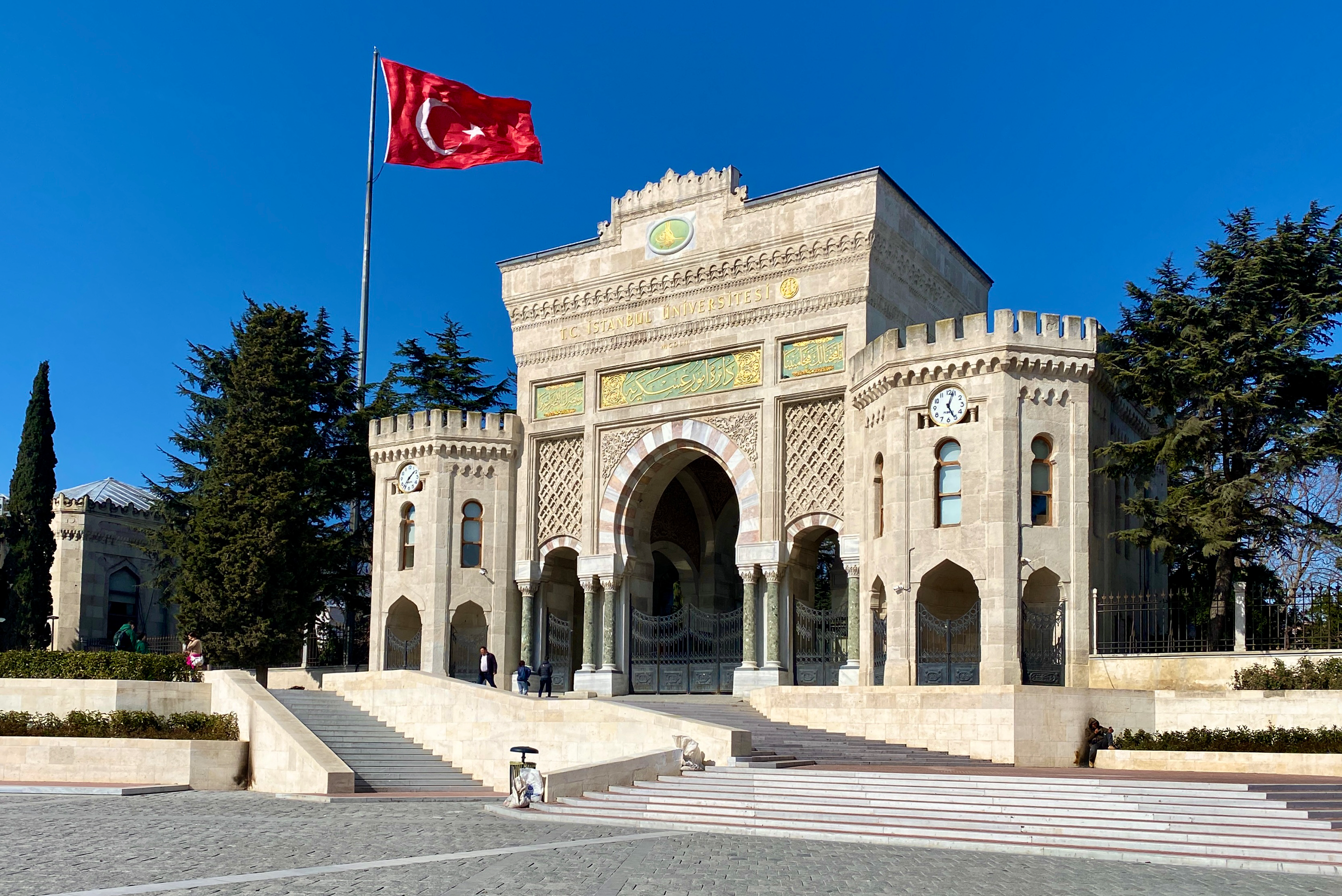
Стамбульський університет

Стамбул є науковим центром Туреччини. У місті розташовані найрейтинговіші державні університети — Стамбульський університет, Стамбульський технічний університет, Босфорський університет, Мармара, а також значна кількість приватних. Також у Стамбулі знаходяться Стамбульська академія економіки й торгівлі, Вища технічна школа, Академія образотворчих мистецтв, Стамбульська консерваторія (засновник Юсуф Зія Паша) та інші вищі навчальні заклади. У місті діють ряд наукових товариств — Турецьке медичне товариство, Турецьке біологічне товариство, Турецьке хімічне товариство. Найбільші бібліотеки міста — публічна бібліотека імені Ататюрка, бібліотека Стамбульського університету, бібліотека Стамбульського технічного університету, бібліотека Сулейманіє, бібліотека Баязида, бібліотека центру ісламських студій İSAM, бібліотека Рамі й Османський архів. 

## Музеї
- Музей Палац Топкапи
- Музей мозаїк (Стамбул)
- Музей килимів (Стамбул)
- Блакитна мечеть
- Софійський собор (Константинополь)

## Визначні пам'ятки
Софійський собор

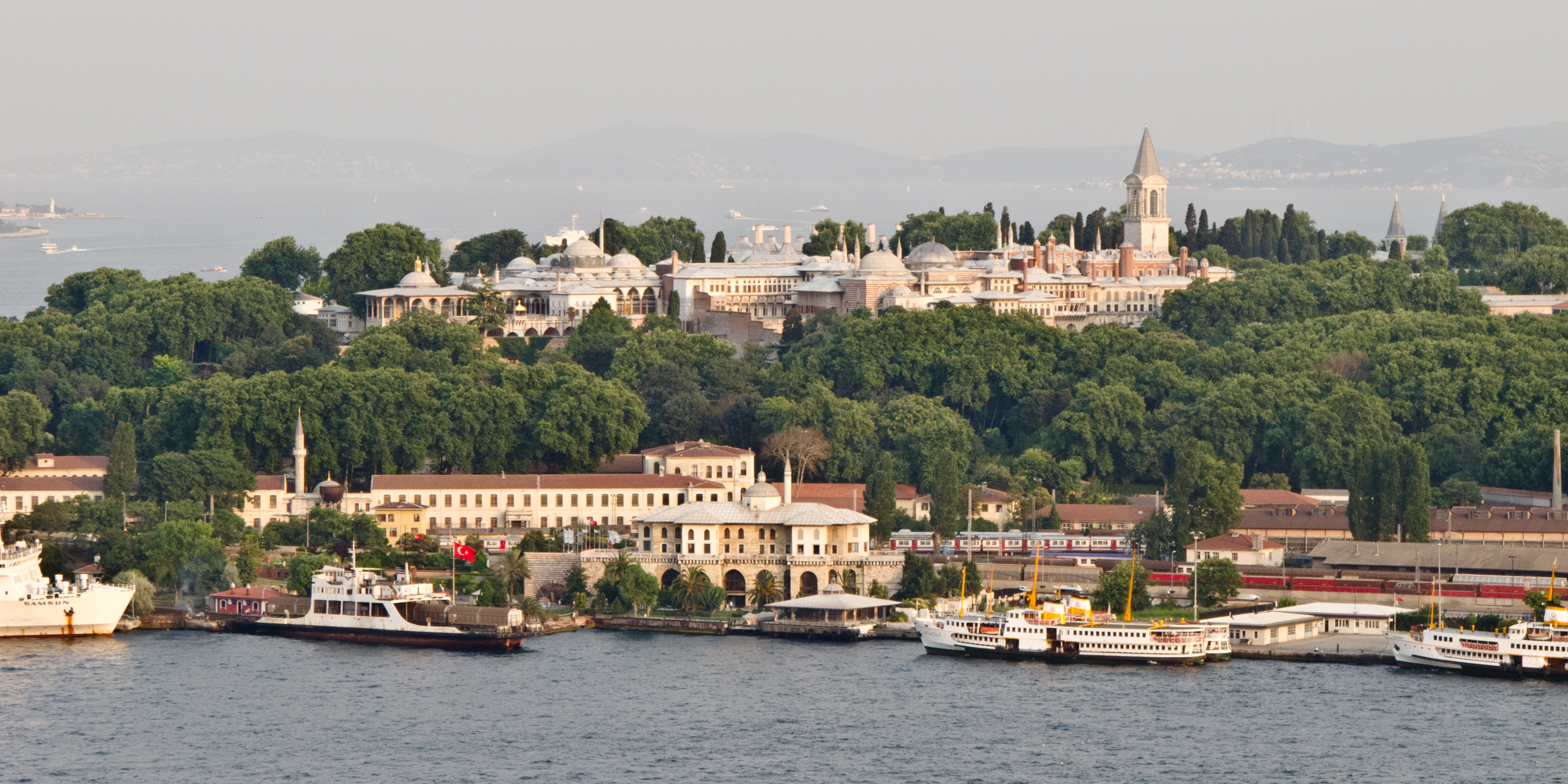
Топкапи

Софійський собор, також Ая-Софія — одна з найвеличніших пам'яток візантійської архітектури, що збереглись донині; символ «золотої доби» Візантійської імперії та один із символів сучасного Стамбула. Собор розташований в історичному центрі міста в районі Султанахмет і нині діє як мечеть.
Блакитна мечеть
Блакитна мечеть, або Мечеть Султанахмет — перша за розміром і одна з найгарніших мечетей Стамбула. Мечеть має шість мінаретів: чотири, як зазвичай, по боках, а два трохи нижчих — на зовнішніх кутах. Вона вважається одним із найвидатніших шедеврів ісламської та світової архітектури. Мечеть стоїть на узбережжі Мармурового моря в історичному центрі Стамбула в районі Султанахмет, навпроти Софійського собору.
Мечеть Сулейманіє
Сулейманіє — одна з найбільших мечетей Стамбула. Споруджена у 1550-1557 за наказом султана Сулеймана Пишного видатним османським архітектором Сінаном.
Мечеть Лалелі
Мечеть Лалелі — пам'ятка ісламської архітектури у європейській частині сучасного Стамбула, зведена за проєктом архітектора Мехмеда Тахіра Аги у 1760—1763 роках.
Церква Хора
Однією з пам'яток імператорської Візантії є церква Хора, що також називається музеєм Каріє. Збудована ще в IV ст. та прикрашена мармуровими плитами й фресками з різними візерунками.

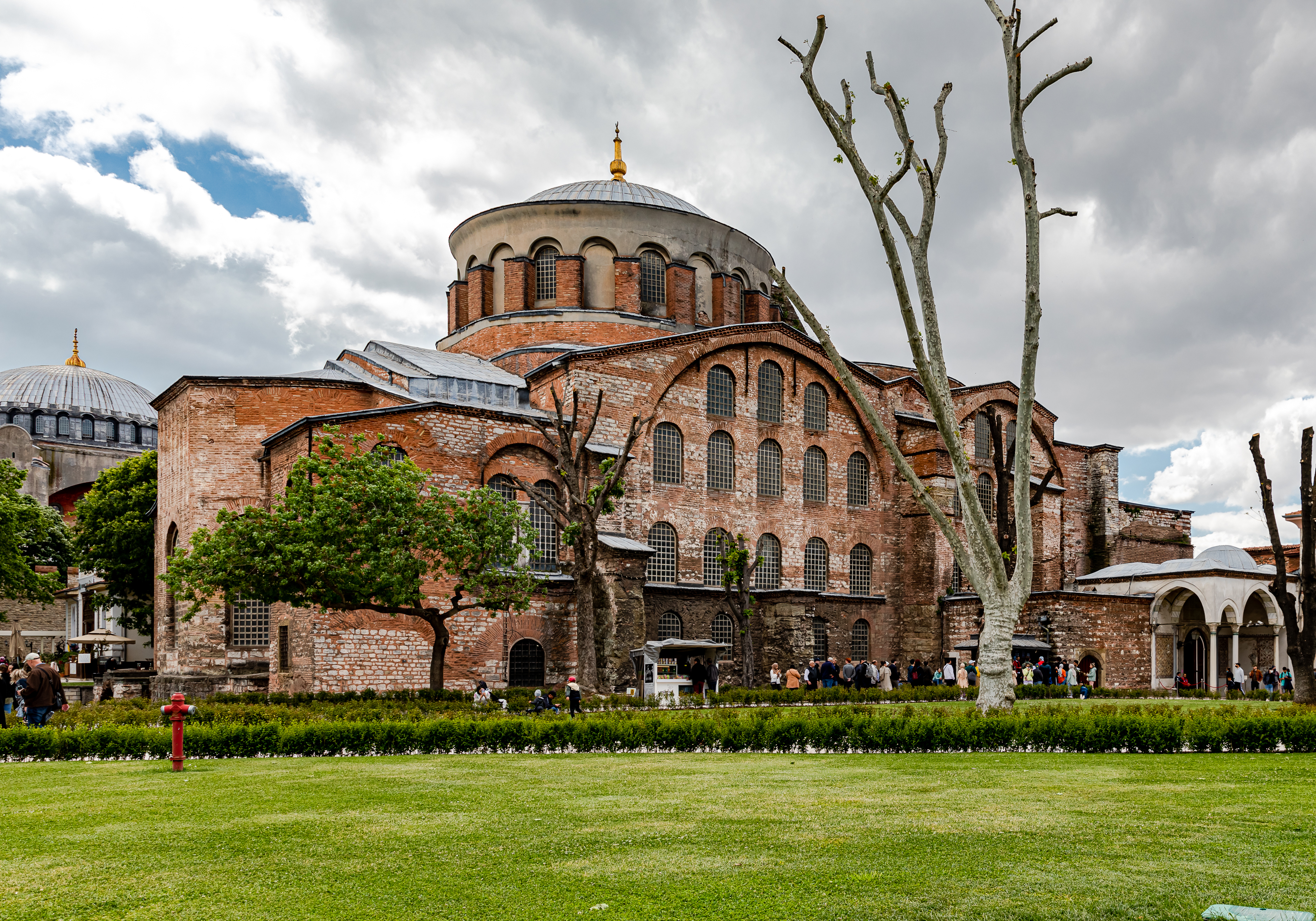
Церква святої Ірини
Церква святої Ірини (миролюбна, в перекладі з давньогрецької) збудована на місці, де у латинян стояв храм Афродіти. Церква є однією з найдавніших пам'яток християнства (330). Так само, як і Святу Софію, перебудовував і прикрашав цей храм імператор Юстиніан. Значення храму підкреслює той факт, що у 381 році тут відбувся Другий Вселенський Собор. До XVIII століття османи використовували церкву святої Ірини як склад зброї, а вже за часів Турецької Республіки її перетворили на Музей археології та зброї.

## Україна і Стамбул
Стосунки Османської імперії та України відбилися в історії Стамбула.
У Стамбулі, що був столицею Османської імперії, призначалися посадовці до османських провінцій Кефе, Очаків, Ак-Керман, Кам'янець. У Стамбулі перебували представники правлячої в Кримському ханстві династії Ґіреїв, не раз влаштовуючи інтриги для здобуття ханського престолу; звідси відбували до Криму ті, хто діставав призначення на ханство. Стамбул відвідували й правлячі хани. 1637 до палацу Топкапи приїздив хан Інаєт Ґерай.
Стамбул був місцем, де осідали кримські татари, які мігрували з Криму. Водночас багато діячів національного руху кримських татар дістали освіту в навчальних закладах Стамбула.
У Стамбулі побувало багато відомих українських козаків. 1553 року тут перебував князь Дмитро Вишневецький, а в 1564 році тут його було страчено. У дільниці Касима-паші на північному березі Золотого Рогу перебував Богдан Хмельницький і зупинялися козацькі посольства. У 1625 козаки зробили напад на Єнікьой (тоді село на європейському боці Босфору, а нині район у складі великого Стамбула). 1841—1872 у Стамбулі мешкав письменник Михайло Чайковський (Мегмед Садик-паша).
У Стамбулі існували посольства Української Народної Республіки і Української Держави, а потім тут опинилися кілька членів уряду УНР
До Стамбула привозили товари з території України. Зокрема, коров'яче масло з Криму, яке називалося «маслом з Кефе», мало великий попит у місті. Його постачанням до палацу займався штат чиновників, що перебував у Кефе. На жаль, невільники з XV до XVIII ст. були одним із головних товарів українського походження, а Стамбул був головним ринком їхнього призначення.

### Відомі українці

#### Померли
- Дмитро Вишневецький-«Байда» — український магнат на Волині, князь гербу Корибут, козацький ватажок, гетьман.
- Забілло Катерина Василівна — українська військова і громадська діячка.
- Забілло Микола Миколайович — український військовий і громадський діяч, капітан артилерії. Співробітник спецслужби УНР.
- Кушакевич Сергій Юхимович — український зоолог, професор Київського університету.
- Мурський Володимир Васильович — журналіст, письменник, педагог, громадський діяч, дипломат. Представник екзильного уряду УНР в Туреччині (1929—1935).
- Яценко Лука Степанович — український церковний діяч доби Гетьманщини, дипломат, письменник.

## Галерея

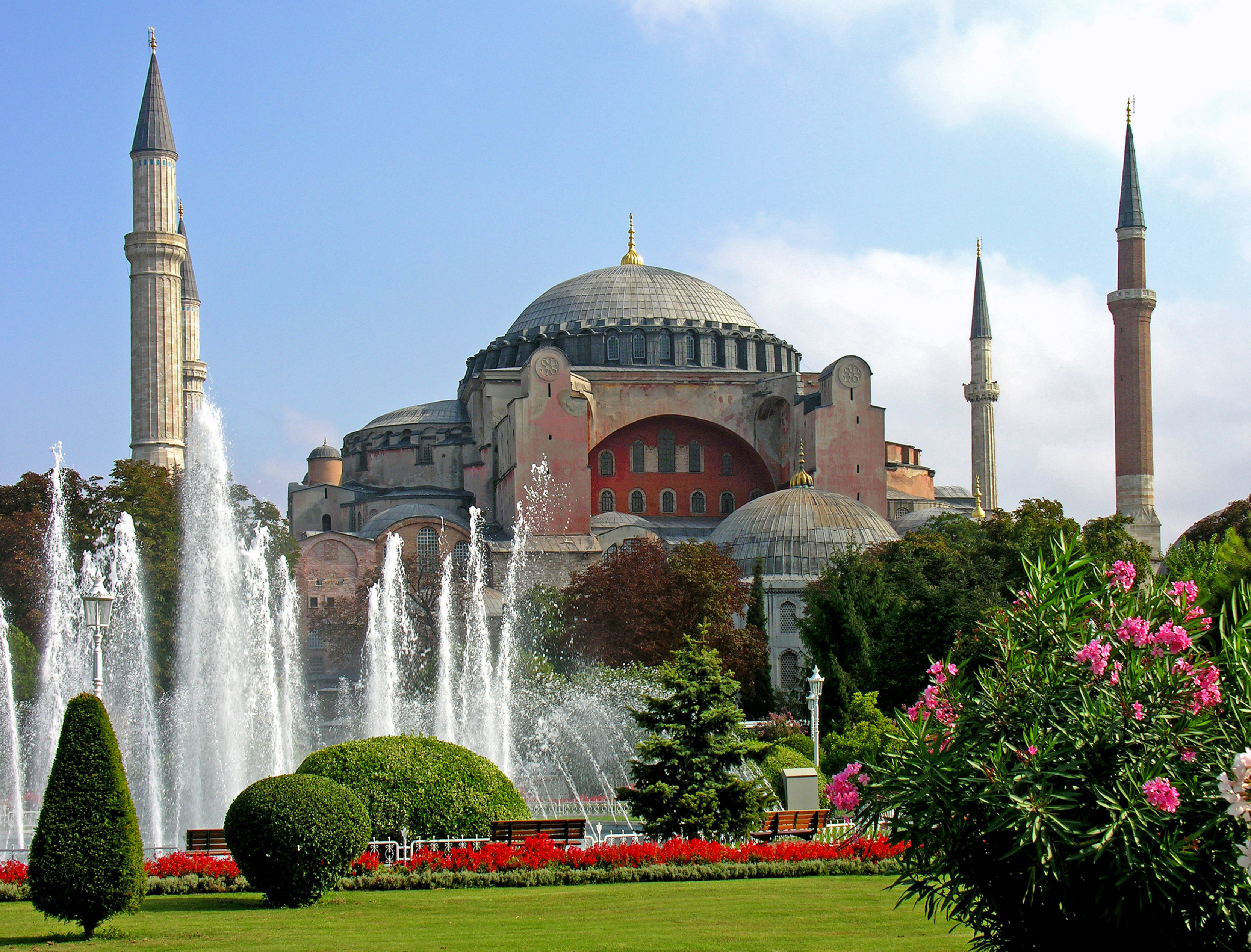
Софійський собор
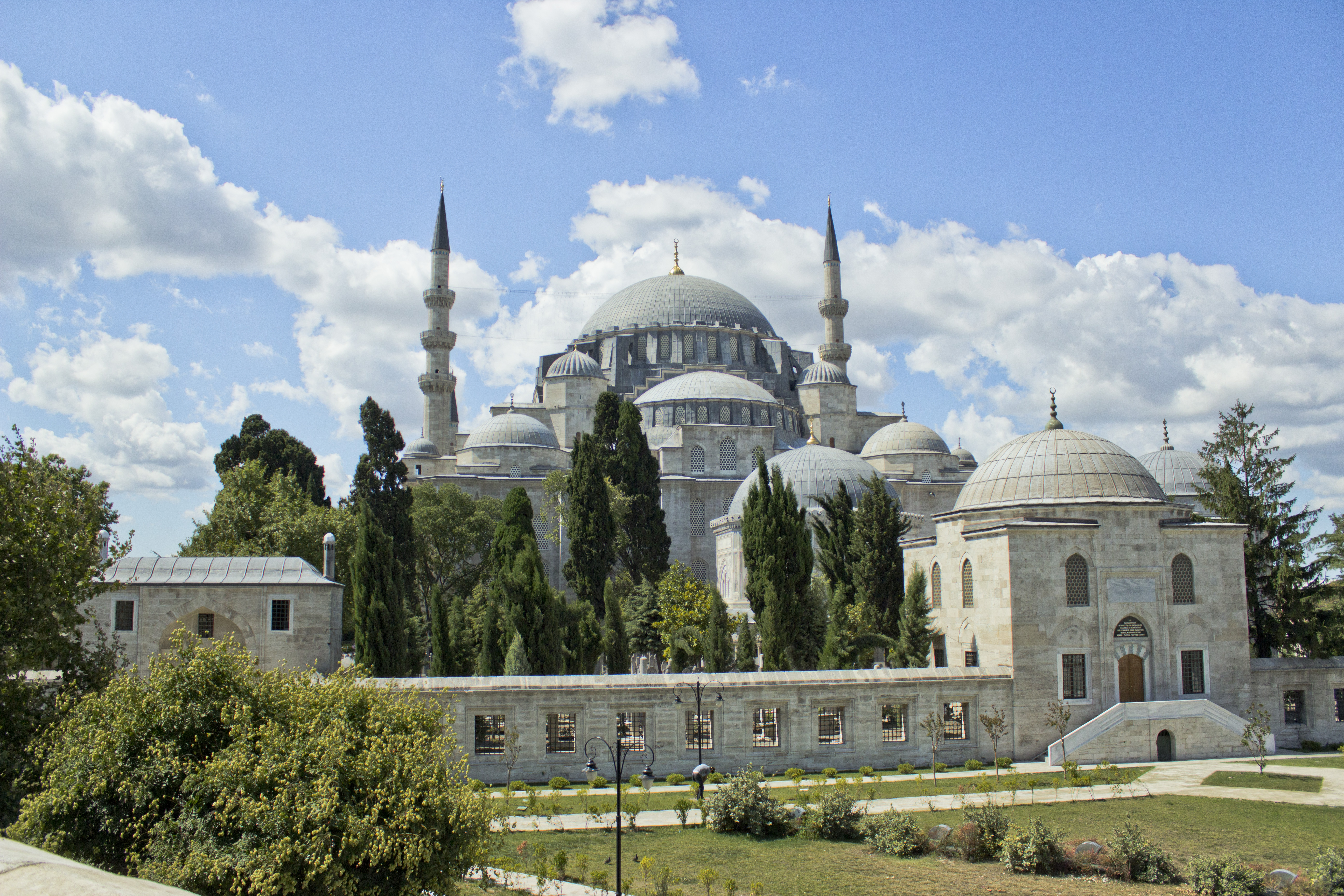
Мечеть Сулейманіє
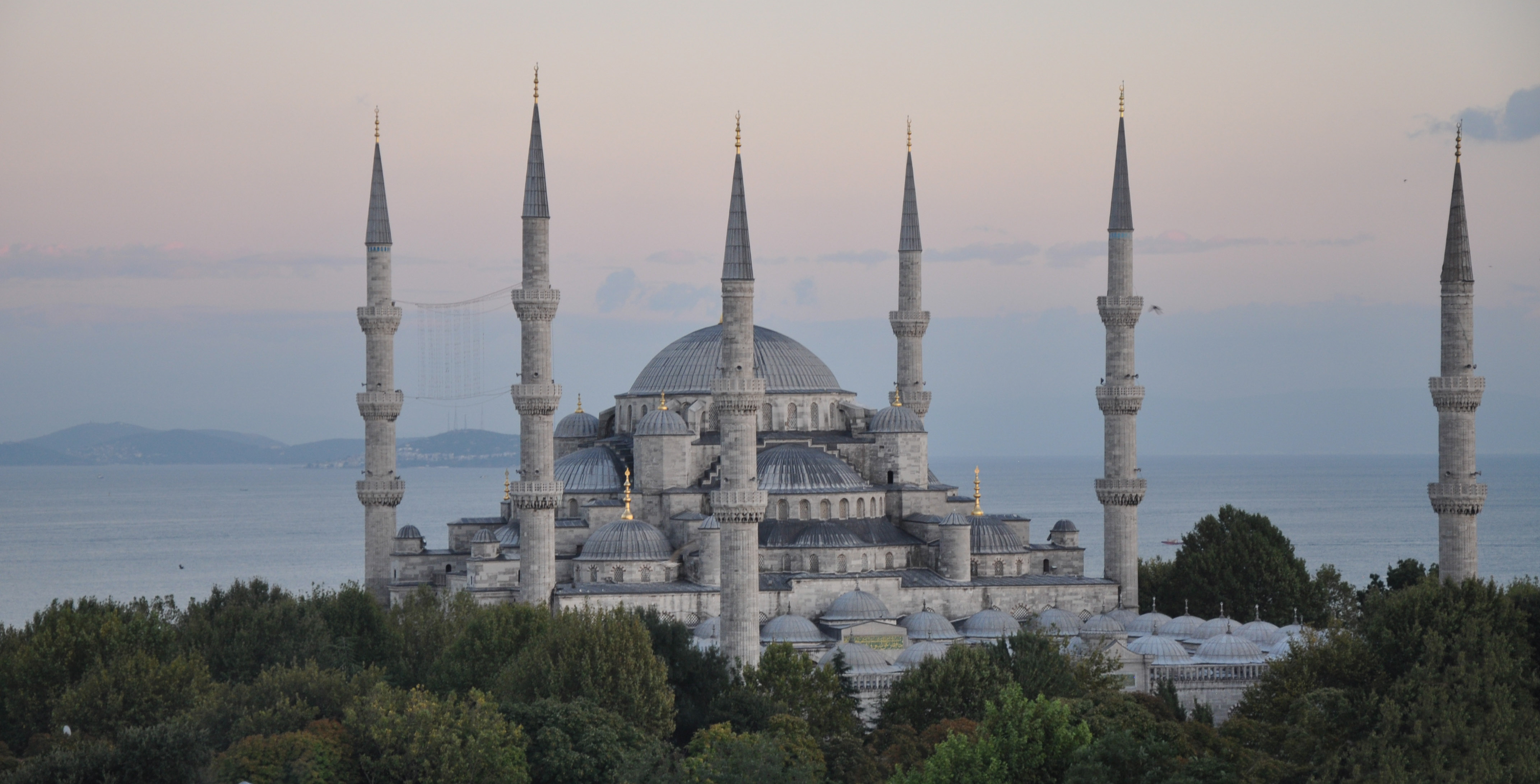
Блакитна мечеть
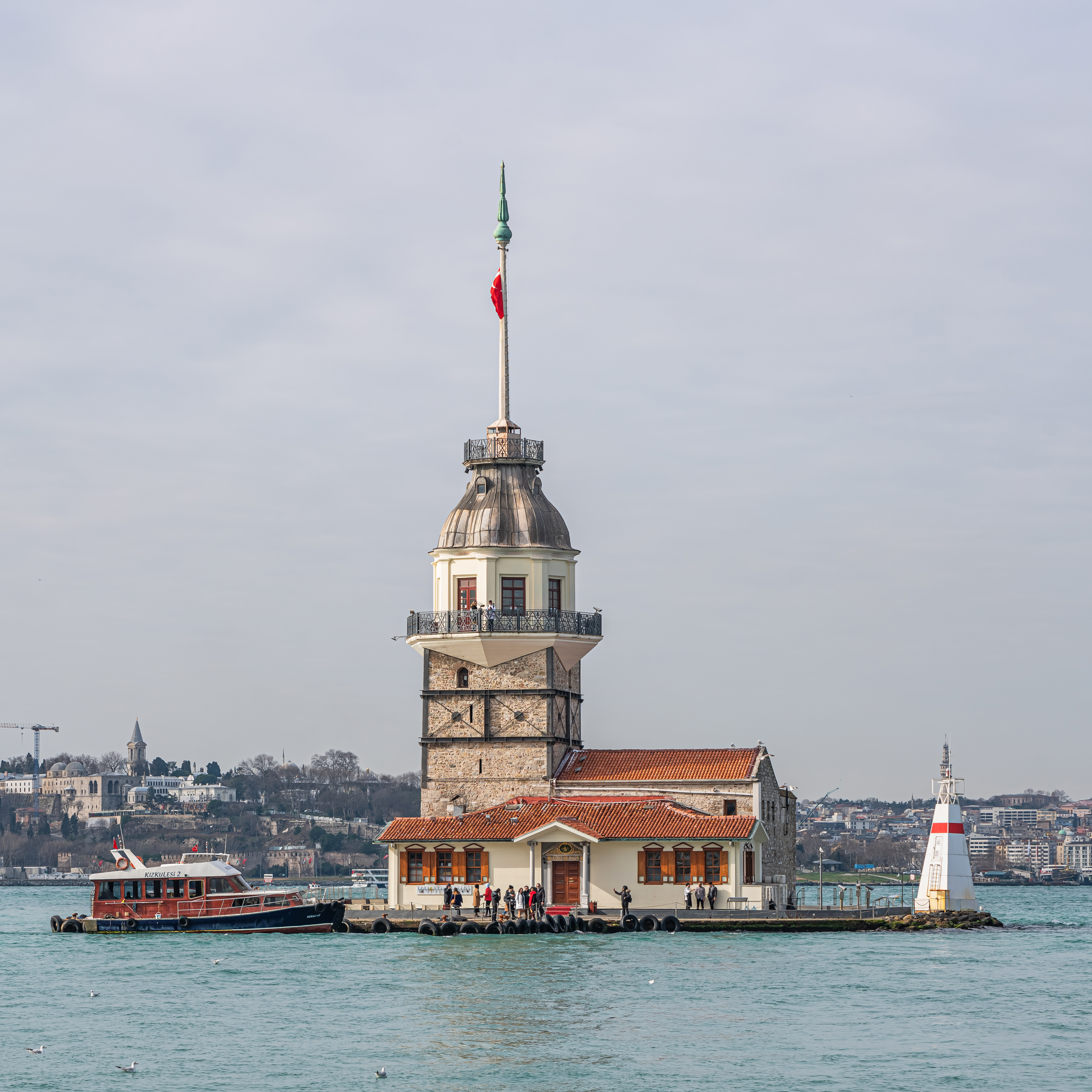
Дівоча вежа
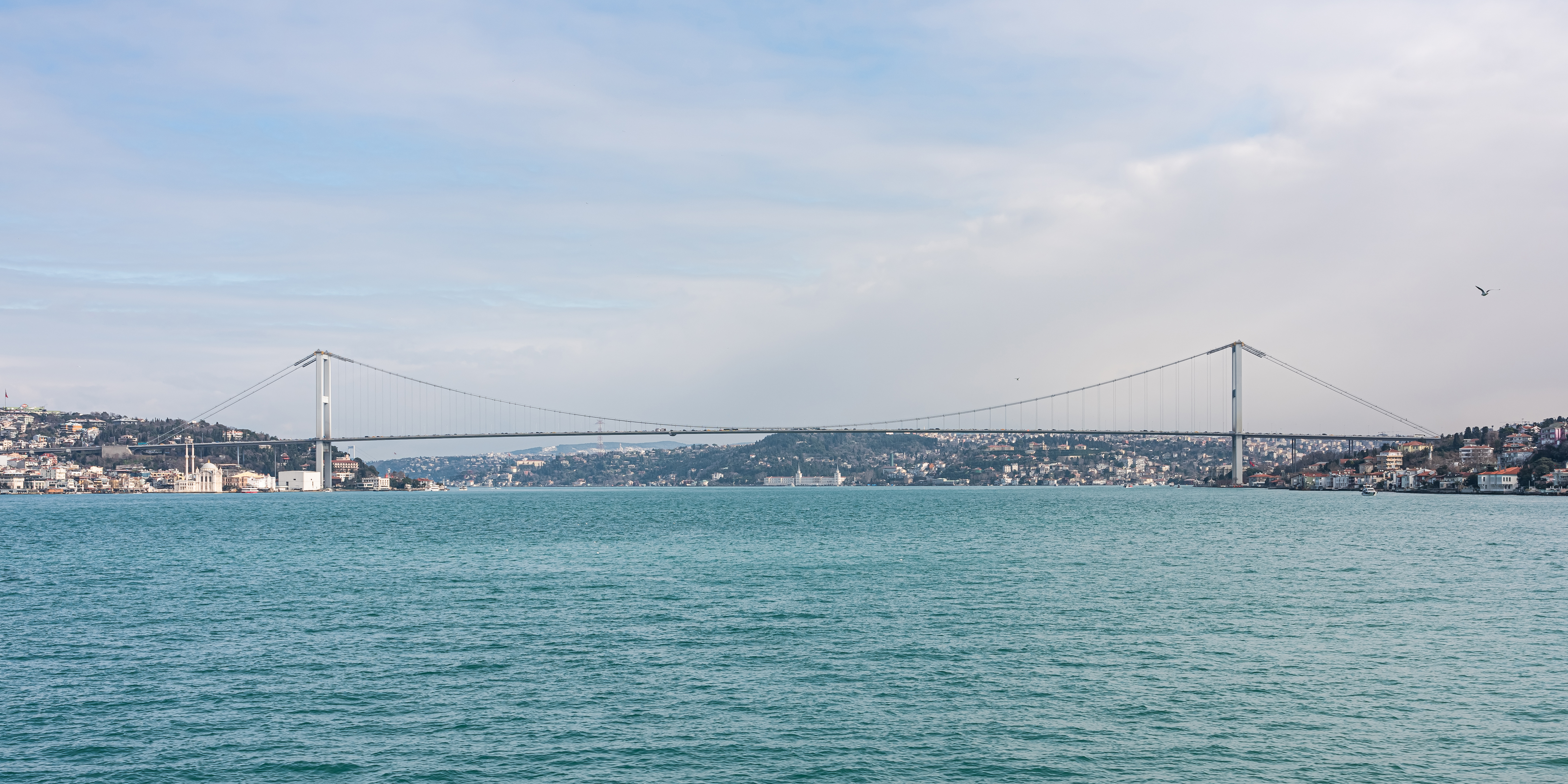
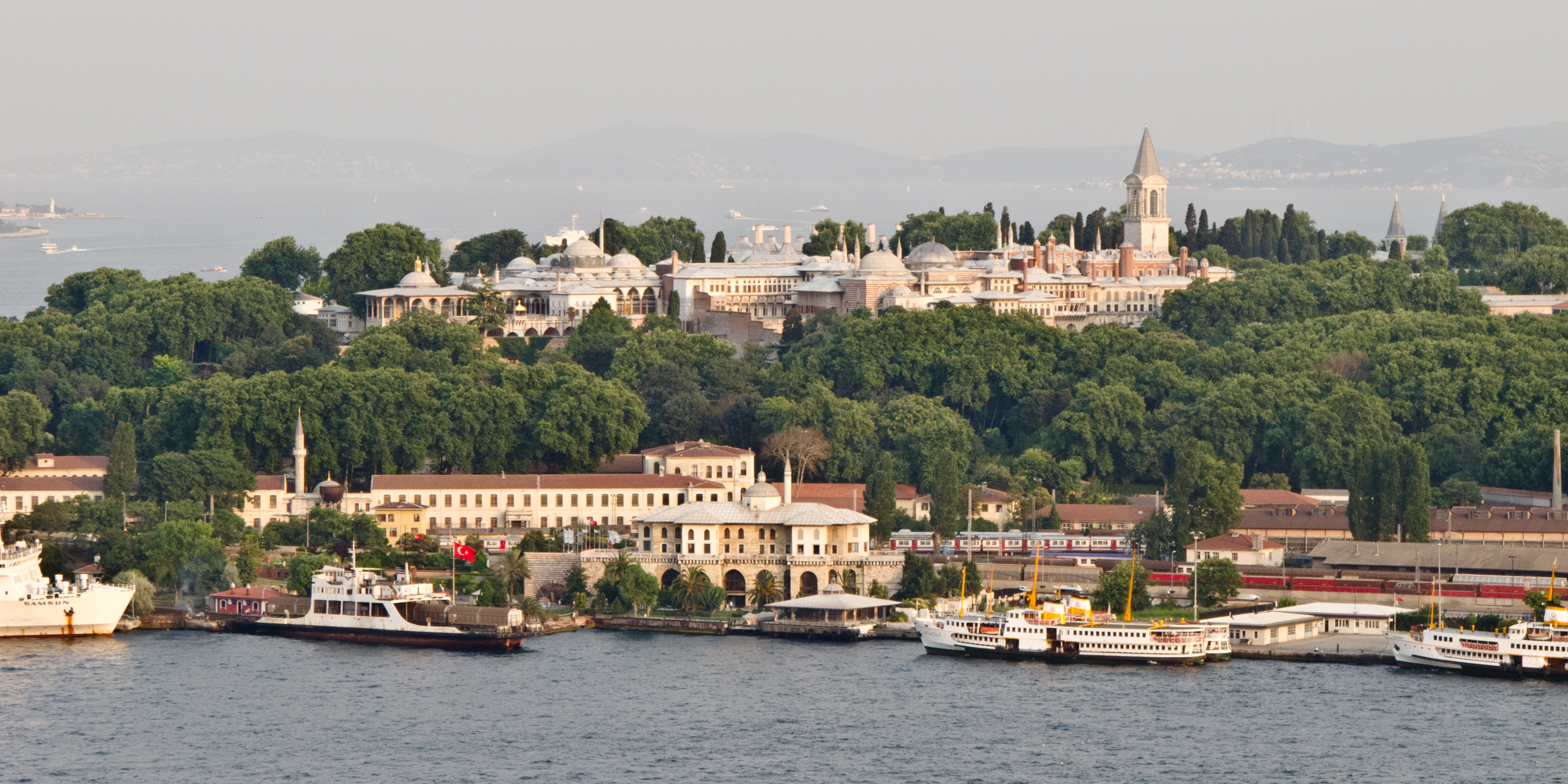
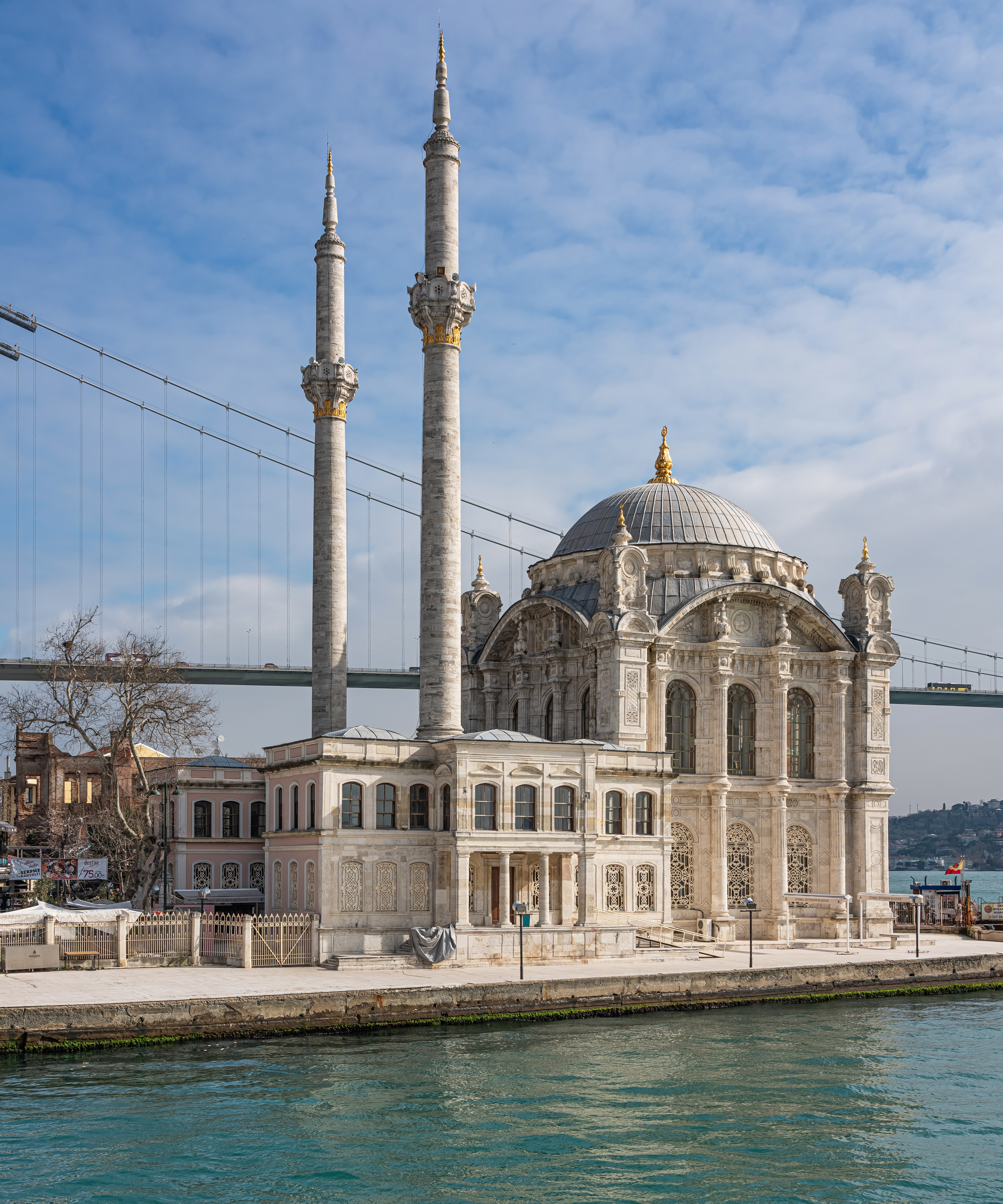

## Відомі люди
- Войцех Бобовський (1610, Львів — бл. 1675) — капельмейстер і драгоман Топкапи Османської імперії. Перекладач Біблії старотурецькою мовою. Створив Османський псалтир та склав граматику турецької мови.
- Ахмед Мідхат (1844—1913) — турецький письменник, перекладач, видавець і журналіст.
- Халіль Паша(1857—1939)  — турецький художник-пейзажист.
- Шарль Жерар (1922—2019) — французький кіноактор
- Феріт Едґу (*1936) — турецький письменник
- Орхан Памук (1952) — турецький письменник, лауреат Нобелівської премії з літератури 2006 року
- Чеки Каріо (* 1953) — французький актор турецького походження.

## Виноски
1. 1 2 3 4  https://dergipark.org.tr/tr/download/article-file/370152
2. ↑  http://cnig.gouv.fr/wp-content/uploads/2020/02/CNT-PVM_r%C3%A9vis%C3%A9_2020-01-27-1.pdf
3. ↑  [url=https://www.sabah.com.tr/galeri/yasam/dunyanin-en-kalabalik-20-sehri-aciklandi-istanbulun-listedeki-yeri-dikkat-cekti Dünyanın en kalabalık 20 şehri açıklandı! İstanbul’un listedeki yeri dikkatleri üzerine çekti] Процитовано 30 липня 2024
4. ↑  The Names of Istanbul. Dünden bugüne İstanbul ansiklopedisi. Т. 5. Ciltli. 1994.
5. ↑  Robinson, Richard D. (1965). The First Turkish Republic: A Case Study in National Development. Cambridge: Cambridge University Press.
6. ↑  5th World Congress of the International Economic Association (PDF). Архів оригіналу (pdf) за 25 вересня 2007. Процитовано 12 вересня 2007. [Архівовано 2007-09-25 у Wayback Machine.]
7. ↑  Charles Correa. Yüzde 65'i imarsız 'dünya şehri' (A world city with 65% illegal buildings). Cnn Turk. Процитовано 18 липня 2005.[недоступне посилання з липня 2019]
8. 1 2  Yıllık Toplam Yağış Verileri — İstanbul (Data of the total annual precipitacion of Istanbul). Архів оригіналу за 31 березня 2013. Процитовано 25 серпня 2010. [Архівовано 2013-03-31 у Wayback Machine.]
9. ↑  Extreme Temperature Records Worldwide — Istanbul. Архів оригіналу за 8 жовтня 2007. Процитовано 25 серпня 2010.
10. ↑  World Weather Information Service — Istanbul
11. ↑  Ölçülen En Düşük Sıcaklıklar (Lowest Recorded Temperatures): 30.01.2012 06:00 - 31.01.2012 06:00 (UTC) - İstanbul. Архів оригіналу за 23.06.2012.
12. ↑  BBC — Weather Centre — World Weather — Average Conditions — Istanbul
13. ↑  Turkey: Provinces and Major Cities - Population Statistics in Maps and Charts. www.citypopulation.de. Процитовано 20 травня 2016.
14. ↑  Orient Express. Britannica Online. September 2007. Процитовано 27 вересня 2007.
15. ↑  Charles Correa. Yüzde 65'i imarsız 'dünya şehri' (A world city with 65% illegal buildings). Cnn Turk. Процитовано 6 червня 2018.[недоступне посилання з липня 2019]